# Đà Lạt
Đà Lạt là thành phố tỉnh lỵ cũ trực thuộc tỉnh Lâm Đồng nằm trên cao nguyên Lâm Viên, thuộc vùng Tây Nguyên (Miền Trung) của nước Việt Nam.
Từ xa xưa, vùng đất này vốn là địa bàn cư trú của những cư dân người Lạch, người Chil và người Srê thuộc dân tộc Cơ Ho. Cuối thế kỷ 19, khi tìm kiếm một địa điểm để xây dựng trạm nghỉ dưỡng dành cho người Pháp ở Đông Dương, Toàn quyền Paul Doumer đã quyết định chọn cao nguyên Lâm Viên theo đề nghị của bác sĩ Alexandre Yersin, người từng thám hiểm tới nơi đây vào năm 1893. Trong nửa đầu thế kỷ 20, từ một địa điểm hoang vu, người Pháp đã quy hoạch và xây dựng lên một thành phố xinh đẹp với những biệt thự, công sở, khách sạn và trường học, một trung tâm du lịch và giáo dục của Đông Dương khi đó. Trải qua những khoảng thời gian thăng trầm của hai cuộc chiến tranh cùng giai đoạn khó khăn những thập niên 1970–1980, Đà Lạt đã từng là một thành phố khá đông dân, đô thị loại I trực thuộc tỉnh, giữ vai trò trung tâm chính trị, kinh tế và văn hóa quan trọng của tỉnh Lâm Đồng và vùng Tây Nguyên. Hiện nay, Thành phố Đà Lạt đã không còn tồn tại như một thành phố mà tồn tại dưới dạng địa danh và các phường trực thuộc tỉnh Lâm Đồng.
Với độ cao 1.500 m so với mực nước biển và được các dãy núi cùng quần hệ thực vật rừng bao quanh, Đà Lạt thừa hưởng một khí hậu miền núi ôn hòa và dịu mát quanh năm. Lịch sử hơn một thế kỷ cũng để lại cho thành phố một di sản kiến trúc giá trị, được ví như một bảo tàng kiến trúc châu Âu thế kỷ XX. Những tài nguyên thiên nhiên và nhân văn phong phú giúp Đà Lạt trở thành một trong những điểm du lịch nổi tiếng của Việt Nam, mỗi năm thu hút hàng triệu du khách tới thăm viếng và nghỉ dưỡng. Đà Lạt còn là một trung tâm giáo dục và nghiên cứu khoa học, một thành phố đa dạng về tôn giáo với sự hiện diện của hàng trăm ngôi chùa, nhà thờ, tu viện... một vùng nông nghiệp trù phú đặc biệt với những sản phẩm rau và hoa. Nhờ khí hậu ôn hòa, cảnh quan thiên nhiên tươi đẹp và di sản kiến trúc phong phú, Đà Lạt còn được biết đến với nhiều tên gọi khác như "Thành phố sương mù", "Thành phố ngàn thông", "Thành phố ngàn hoa", "Xứ hoa Anh Đào", "Bức tranh Paris giữa lòng núi rừng",...

## Tên gọi

Huy hiệu Đà Lạt thời Pháp thuộc

Địa danh Đà Lạt được bắt nguồn từ chữ Đạ Lạch, tên gọi của con suối Cam Ly. Khởi nguồn từ huyện Lạc Dương, thác Cam Ly chảy qua khu vực Đà Lạt theo hướng Bắc – Nam, trong đó đoạn từ khoảng Hồ Than Thở tới thác Cam Ly ngày nay được gọi là Đạ Lạch. Theo ngôn ngữ của người Thượng, Da hay Dak có nghĩa là nước, tên gọi Đà Lạt có nghĩa nước của người Lạt, hay suối của người Lạt (người Cơ Ho). Trong một bài phỏng vấn đăng trên tạp chí Revue Indochine tháng 4 năm 1944, công sứ Cunhac, một trong những người tham gia xây dựng thành phố từ ngày đầu, đã nói: "Cho mãi tới những năm sau này, khung cảnh ban sơ vẫn không có gì thay đổi. Ở tại chỗ của cái hồ nước trước đó, con suối nhỏ của bộ lạc người Lát đã chảy qua và người ta đã gọi suối này là Đà Lạt". Vào thời kỳ đầu, các bản đồ cũng như sách báo thường chỉ nhắc đến địa danh Dankia hay Lang Biang. Nhưng sau khi Đà Lạt được chọn làm nơi nghỉ dưỡng thay vì Dankia, và đặc biệt từ khi nơi đây trở thành một thành phố, địa danh Đà Lạt mới xuất hiện thường xuyên.
Những người có công kiến thiết thành phố còn sáng tạo một câu cách ngôn khéo léo bằng tiếng La Tinh: Dat Aliis Laetitiam Aliis Temperiem, có nghĩa Cho người này nguồn vui, cho người khác sự mát mẻ. Tác giả André Morval đã viết câu cách ngôn chiết tự này ở đầu một bài báo nhan đề Dalat: Cité de la Jeunesse với nội dung: "Những người khai sinh ra nơi nghỉ mát trên miền núi danh tiếng của chúng ta đã xác định một cách rất hợp lý những nét hấp dẫn và những đặc tính tốt bằng một câu cách ngôn ghép chữ đầu rất khéo léo để liền theo huy hiệu thành phố". Năm 1937, khi xây dựng chợ Đà Lạt mới thay cho ngôi chợ cũ bằng gỗ bị cháy, người ta đã đề dòng chữ Dat Aliis Laetitiam Aliis Temperiem trên tường đầu hồi của công trình, phía trên là huy hiệu thành phố hình tròn, tạc hình một đôi thanh niên nam nữ người dân tộc cùng với hình núi đồi nhấp nhô và hình hiệu một con cọp Với khí hậu ôn hòa, cảnh quan thiên nhiên tươi đẹp và những di sản kiến trúc Pháp phong phú, Đà Lạt còn được gọi bằng nhiều cái tên khác như "Thành phố sương mù", "Thành phố ngàn thông", "Thành phố ngàn hoa", "Xứ hoa anh đào" hay "Bức tranh Paris giữa lòng núi rừng".

## Địa lý
Thành phố Đà Lạt nằm trên cao nguyên Lâm Viên, nơi có độ cao khoảng 1.500m so với mực nước biển. Thành phố có tọa độ địa lý 11°48′36″ đến 12°01′07″ vĩ độ bắc – 108°19′23″ đến 108°36′27″ kinh độ đông, cách Thành phố Hồ Chí Minh 307 km về phía bắc, cách thành phố Hà Nội 1.500 km, cách Đà Nẵng 658 km về phía nam, có vị trí địa lý:
- Phía đông và đông nam giáp huyện Đơn Dương

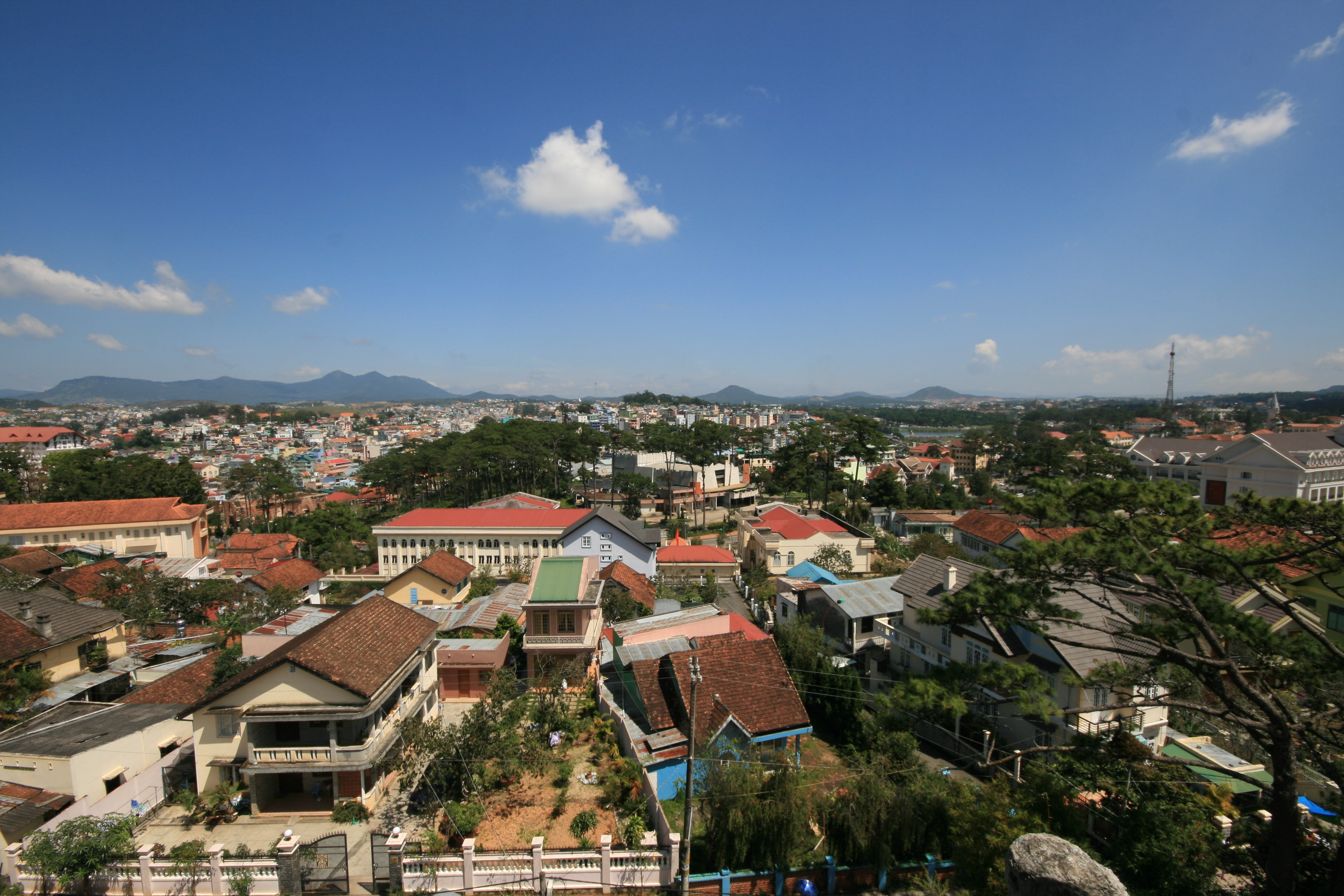
Quang cảnh Đà Lạt với những dãy núi phía xa bao bọc khu vực trung tâm thành phố

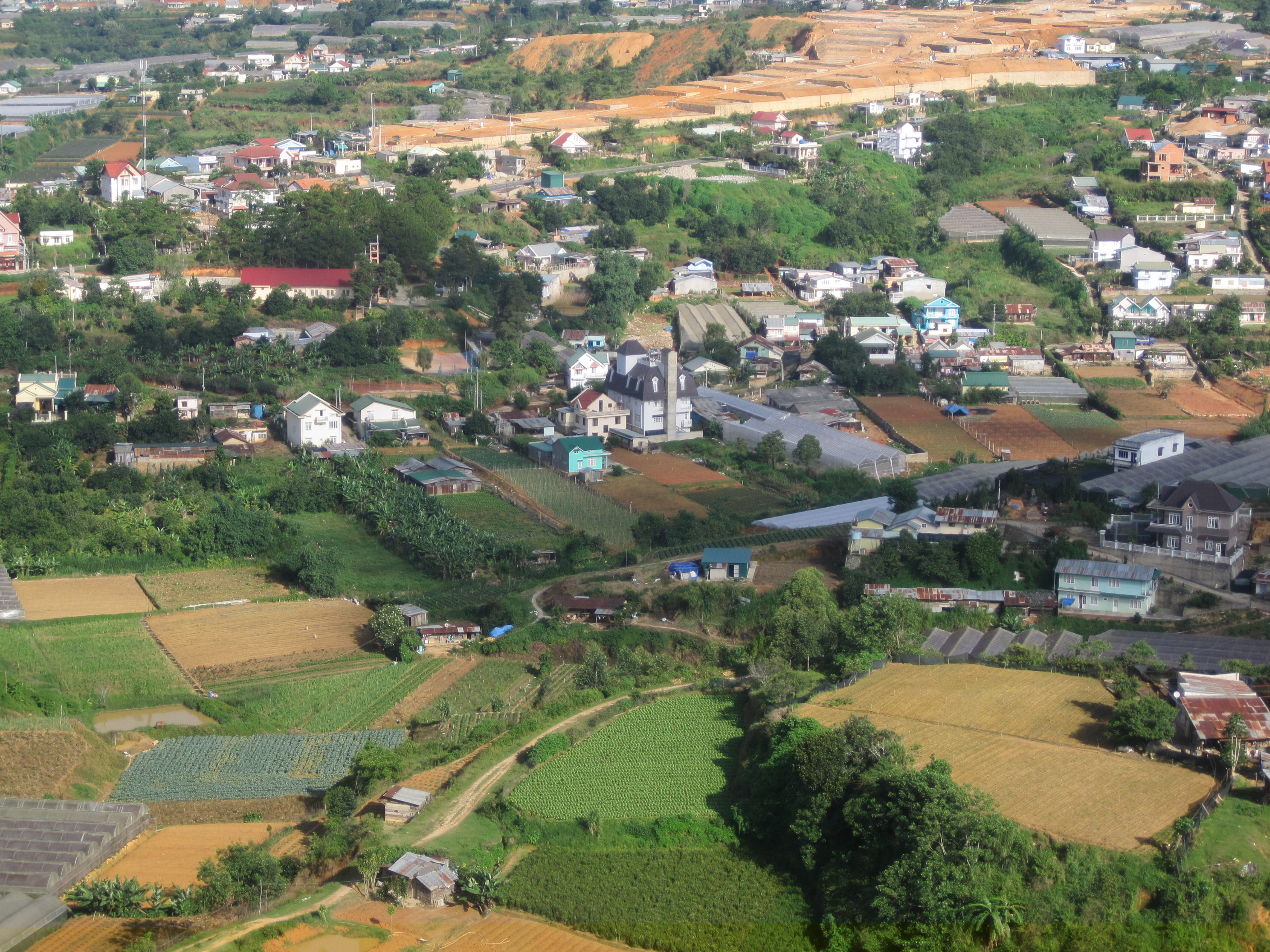
Quang cảnh Đà Lạt nhìn từ trên cao

- Phía tây giáp huyện Lâm Hà
- Phía nam giáp huyện Đức Trọng
- Phía bắc giáp huyện Lạc Dương.

### Địa hình
Địa hình Đà Lạt được phân thành hai dạng rõ rệt: địa hình núi và địa hình bình nguyên trên núi. Địa hình núi phân bố xung quanh vùng cao nguyên trung tâm thành phố. Các dãy núi cao khoảng 1.700 mét tạo thành một vành đai chắn gió che cho khu vực lòng chảo trung tâm. Từ thành phố nhìn về hướng bắc, núi Langbiang như một tường thành theo hướng đông bắc – tây nam, kéo dài từ suối Đạ Sar đến hồ Dankia. Hai đỉnh cao nhất của dãy núi này có độ cao 2.167 mét và 2.064 mét. Án ngữ phía đông và đông nam Đà Lạt là hai dãy Bi Doup và Cho Proline. Về phía nam, địa hình núi chuyển tiếp sang bậc địa hình thấp hơn, đặc trưng là khu vực đèo Prenn với các dãy núi cao xen kẽ những thung lũng sâu. Trung tâm Đà Lạt như một lòng chảo hình bầu dục dọc theo hướng bắc – nam với chiều dài khoảng 18 km, chiều rộng khoảng 12 km. Những dãy đồi đỉnh tròn ở đây có độ cao tương đối đồng đều nhau, sườn thoải về hướng hồ Xuân Hương và dần cao về phía các vùng núi bao quanh. Nơi cao nhất trong trung tâm thành phố là dinh Nguyễn Hữu Hào trong Bảo tàng Lâm Đồng với độ cao 1.532m, còn điểm thấp nhất là thung lũng Nguyễn Tri Phương, độ cao 1.398m.
Trên địa phận thành phố Đà Lạt, xen giữa vùng đồi thấp trung tâm thành phố và các dãy núi bao quanh, có thể thấy hơn 20 dòng suối có chiều dài trên 4 km, thuộc các hệ thống suối Cam Ly, Đa Tam và hệ thống sông Đa Nhim. Đây đều là những con suối đầu nguồn thuộc lưu vực sông Đồng Nai, trong đó hơn một nửa là các con suối cạn, chỉ chảy vào mùa mưa và cạn kiệt vào mùa khô. Suối Cam Ly dài 64,1 km, bắt nguồn từ huyện Lạc Dương, chảy theo hướng bắc – nam và đổ vào hồ Xuân Hương. Đây chính là hệ thống suối lớn nhất Đà Lạt, có vai trò quan trọng trong việc tạo cảnh quan cho khu vực đô thị trung tâm. Đà Lạt còn nổi tiếng là thành phố của hồ và thác với khoảng 16 hồ lớn nhỏ phân bố rải rác, phần nhiều là các hồ nhân tạo. Hồ Xuân Hương nằm ở trung tâm thành phố, rộng khoảng 38 ha, được tạo lập năm 1919 trong quá trình xây dựng Đà Lạt. Trước năm 1986, hồ Xuân Hương cùng hồ Chiến Thắng và hồ Than Thở là nguồn cung cấp nước chủ yếu cho thành phố. Ngày nay, nguồn nước sinh hoạt được dẫn về từ hồ Dankia thuộc huyện Lạc Dương, cách Đà Lạt khoảng 17 km.

### Khí hậu

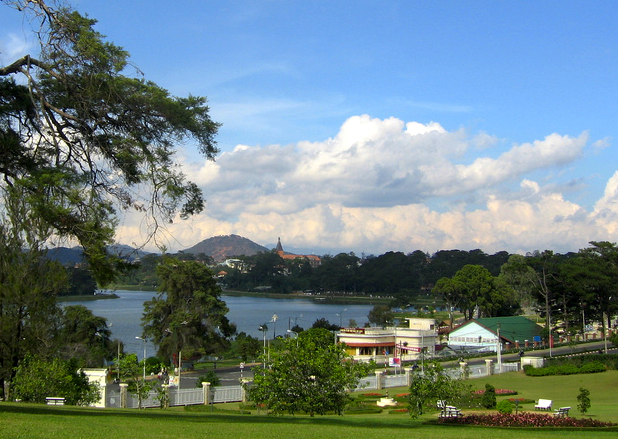
Hồ Xuân Hương nằm ở trung tâm thành phố, một trong những biểu tượng của Đà Lạt

Do nằm ở độ cao 1.500 mét và được các dãy núi cùng quần hệ thực vật rừng, đặc biệt là rừng thông bao quanh, nên đối lập với khí hậu nhiệt đới gió mùa của miền trung và khí hậu nhiệt đới xavan ở miền nam, thành phố Đà Lạt có một khí hậu miền núi ôn hòa dịu mát quanh năm.
Nằm trong vùng khí hậu nhiệt đới xavan, Đà Lạt có hai mùa rõ rệt: mùa mưa và mùa khô. Mùa mưa bắt đầu từ cuối tháng 4 và kết thúc vào tháng 10. Còn mùa khô kéo dài từ tháng 11 năm trước đến đầu tháng 4
Nhiệt độ trung bình tháng ở Đà Lạt luôn dưới 23°C, ngay cả trong những tháng nóng nhất. Tuy vậy, Đà Lạt cũng không phải là nơi có nhiệt độ trung bình tháng thấp nếu so với các tỉnh thành phố miền bắc có khí hậu cận nhiệt đới. Trong những tháng mùa đông, nhiệt độ trung bình tháng vẫn trên 15 °C. Theo số liệu thống kê từ năm 1964 tới năm 1998, nhiệt độ trung bình năm ở Đà Lạt là 2,9 °C, trong đó năm 1973 có nhiệt độ trung bình cao nhất lên đến 18,5 °C, còn năm 1967 nhiệt độ trung bình xuống thấp nhất, 17,4 °C. Nếu so sánh với Sa Pa, thị xã nghỉ dưỡng ở miền Bắc ở độ cao 1.581m so với mặt biển và nằm trong vùng cận nhiệt đới, thì nhiệt độ trung bình năm ở Đà Lạt cao hơn 2,6 °C. Vào  thời điểm cuối năm, nhiệt độ vào ban đêm có thể xuống thấp  từ 10 °C đến 12 °C thậm chí xuống dưới 9 °C. Buổi sáng vào mùa đông, Đà Lạt có mưa phùn và trời ít khi có nắng.
 và nếu xét riêng các tháng mùa đông thì nhiệt độ trung bình của Đà Lạt cao hơn Sapa đến 7 °C (tuy nhiên về mùa hè Sapa thường ấm hơn khoảng 2 °C đến 3 °C so với Đà Lạt không đáng kể).
Biên độ nhiệt độ ngày đêm ở Đà Lạt rất lớn, trung bình năm đạt 10 °C, cao nhất trong những tháng mùa khô, lên tới 13 – 14 °C, và thấp nhất trong những tháng mùa mưa, chỉ khoảng 6 – 7 °C. Ngược lại, biên độ nhiệt trung bình giữa các tháng trong năm lại nhỏ, tháng ấm nhất và tháng lạnh nhất cũng chỉ chênh lệch 3,5 °C. Độ dài ngày trong các mùa ở Đà Lạt không có sự chênh lệch lớn, trung bình khoảng từ 11 đến ít hơn 12 giờ vào mùa đông và trên 12 giờ vào mùa hè. Tổng số giờ nắng trong năm ở đây tương đối cao, khoảng 2.236 giờ một năm, tập trung chủ yếu vào các tháng 12, 1, 2 và 3 của mùa khô. Tổng lượng bức xạ thu nhập ở Đà Lạt khoảng 140 kCalo/cm²/năm, nhiều nhất vào tháng 3 và ít nhất vào tháng 9. Nếu so với các vùng lân cận, lượng bức xạ Mặt Trời của Đà Lạt không cao, nhưng đây là nguồn năng lượng chủ yếu cho các quá trình trao đổi nhiệt, mang lại nền nhiệt độ thấp và tương đối ôn hòa.
Mùa mưa ở Đà Lạt thường bắt đầu vào cuối tháng 4, đầu tháng 5 và kết thúc vào khoảng cuối tháng 10 . Tuy hàng năm, thời điểm bắt đầu và kết thúc của mùa mưa có thể thay đổi, nhưng mùa mưa ở đây thường kéo dài khoảng hơn 6 tháng. Trung bình, một năm Đà Lạt có 160 ngày mưa với lượng mưa 1.768 mm, tập trung nhiều nhất vào tháng 7 và từ cuối tháng 8 đến đầu tháng 10 bởi thời gian này là sự hoạt động mạnh của trường gió mùa tây nam. Nếu lấy trung bình từ tháng 5 tới tháng 10, tổng lượng mưa trong mùa mưa ở Đà Lạt chiếm đến gần 85% lượng mưa của cả năm. So với vùng đồng bằng, Đà Lạt có số ngày mưa trong năm nhiều hơn, nhưng lượng mưa lại thấp hơn. Ở Đà Lạt còn có một hiện tượng thời tiết đáng chú ý khác là sương mù, trung bình 80 đến 85 ngày trong một năm, nhưng xuất hiện nhiều nhất vào khoảng thời gian từ tháng 9 tới tháng 10
| Dữ liệu khí hậu của Đà Lạt (Cực đoan 1918–1940, và 1964–nay) | Dữ liệu khí hậu của Đà Lạt (Cực đoan 1918–1940, và 1964–nay) | Dữ liệu khí hậu của Đà Lạt (Cực đoan 1918–1940, và 1964–nay) | Dữ liệu khí hậu của Đà Lạt (Cực đoan 1918–1940, và 1964–nay) | Dữ liệu khí hậu của Đà Lạt (Cực đoan 1918–1940, và 1964–nay) | Dữ liệu khí hậu của Đà Lạt (Cực đoan 1918–1940, và 1964–nay) | Dữ liệu khí hậu của Đà Lạt (Cực đoan 1918–1940, và 1964–nay) | Dữ liệu khí hậu của Đà Lạt (Cực đoan 1918–1940, và 1964–nay) | Dữ liệu khí hậu của Đà Lạt (Cực đoan 1918–1940, và 1964–nay) | Dữ liệu khí hậu của Đà Lạt (Cực đoan 1918–1940, và 1964–nay) | Dữ liệu khí hậu của Đà Lạt (Cực đoan 1918–1940, và 1964–nay) | Dữ liệu khí hậu của Đà Lạt (Cực đoan 1918–1940, và 1964–nay) | Dữ liệu khí hậu của Đà Lạt (Cực đoan 1918–1940, và 1964–nay) | Dữ liệu khí hậu của Đà Lạt (Cực đoan 1918–1940, và 1964–nay) |
| Tháng                                                        | 1                                                            | 2                                                            | 3                                                            | 4                                                            | 5                                                            | 6                                                            | 7                                                            | 8                                                            | 9                                                            | 10                                                           | 11                                                           | 12                                                           | Năm                                                          |
| ------------------------------------------------------------ | ------------------------------------------------------------ | ------------------------------------------------------------ | ------------------------------------------------------------ | ------------------------------------------------------------ | ------------------------------------------------------------ | ------------------------------------------------------------ | ------------------------------------------------------------ | ------------------------------------------------------------ | ------------------------------------------------------------ | ------------------------------------------------------------ | ------------------------------------------------------------ | ------------------------------------------------------------ | ------------------------------------------------------------ |
| Cao kỉ lục °C (°F)                                           | 30.0 (86.0)                                                  | 31.0 (87.8)                                                  | 31.5 (88.7)                                                  | 32.1 (89.8)                                                  | 30.6 (87.1)                                                  | 30.5 (86.9)                                                  | 32.0 (89.6)                                                  | 30.0 (86.0)                                                  | 30.2 (86.4)                                                  | 30.0 (86.0)                                                  | 29.2 (84.6)                                                  | 29.4 (84.9)                                                  | 32.1 (89.8)                                                  |
| Trung bình ngày tối đa °C (°F)                               | 22.3 (72.1)                                                  | 24.0 (75.2)                                                  | 25.0 (77.0)                                                  | 25.2 (77.4)                                                  | 24.5 (76.1)                                                  | 23.4 (74.1)                                                  | 22.8 (73.0)                                                  | 22.5 (72.5)                                                  | 22.8 (73.0)                                                  | 22.5 (72.5)                                                  | 21.7 (71.1)                                                  | 21.4 (70.5)                                                  | 23.2 (73.8)                                                  |
| Trung bình ngày °C (°F)                                      | 15.8 (60.4)                                                  | 16.7 (62.1)                                                  | 17.8 (64.0)                                                  | 18.9 (66.0)                                                  | 19.3 (66.7)                                                  | 19.0 (66.2)                                                  | 18.6 (65.5)                                                  | 18.5 (65.3)                                                  | 18.4 (65.1)                                                  | 18.1 (64.6)                                                  | 17.3 (63.1)                                                  | 16.2 (61.2)                                                  | 17.9 (64.2)                                                  |
| Tối thiểu trung bình ngày °C (°F)                            | 11.3 (52.3)                                                  | 11.7 (53.1)                                                  | 12.6 (54.7)                                                  | 14.4 (57.9)                                                  | 16.0 (60.8)                                                  | 16.3 (61.3)                                                  | 16.0 (60.8)                                                  | 16.1 (61.0)                                                  | 15.8 (60.4)                                                  | 15.1 (59.2)                                                  | 14.3 (57.7)                                                  | 12.8 (55.0)                                                  | 14.4 (57.9)                                                  |
| Thấp kỉ lục °C (°F)                                          | −0.1 (31.8)                                                  | −0.6 (30.9)                                                  | 4.2 (39.6)                                                   | 4.0 (39.2)                                                   | 10.0 (50.0)                                                  | 10.9 (51.6)                                                  | 10.4 (50.7)                                                  | 10.6 (51.1)                                                  | 10.0 (50.0)                                                  | 8.1 (46.6)                                                   | 4.4 (39.9)                                                   | 2.6 (36.7)                                                   | −0.6 (30.9)                                                  |
| Lượng Giáng thủy trung bình mm (inches)                      | 11 (0.4)                                                     | 24 (0.9)                                                     | 62 (2.4)                                                     | 170 (6.7)                                                    | 191 (7.5)                                                    | 213 (8.4)                                                    | 229 (9.0)                                                    | 214 (8.4)                                                    | 282 (11.1)                                                   | 239 (9.4)                                                    | 97 (3.8)                                                     | 36 (1.4)                                                     | 1.768 (69.6)                                                 |
| Số ngày mưa trung bình                                       | 2                                                            | 2                                                            | 5                                                            | 11                                                           | 18                                                           | 20                                                           | 23                                                           | 22                                                           | 23                                                           | 19                                                           | 10                                                           | 5                                                            | 160                                                          |
| Độ ẩm tương đối trung bình (%)                               | 82                                                           | 78                                                           | 77                                                           | 84                                                           | 87                                                           | 88                                                           | 90                                                           | 91                                                           | 90                                                           | 89                                                           | 85                                                           | 84                                                           | 85                                                           |
| Số giờ nắng trung bình tháng                                 | 255                                                          | 234                                                          | 255                                                          | 202                                                          | 190                                                          | 147                                                          | 157                                                          | 136                                                          | 133                                                          | 140                                                          | 172                                                          | 215                                                          | 2.236                                                        |
| Nguồn 1: Địa chí Đà Lạt                                      |                                                              |                                                              |                                                              |                                                              |                                                              |                                                              |                                                              |                                                              |                                                              |                                                              |                                                              |                                                              |                                                              |
| Nguồn 2: Niên giám Đông Dương                                |                                                              |                                                              |                                                              |                                                              |                                                              |                                                              |                                                              |                                                              |                                                              |                                                              |                                                              |                                                              |                                                              |

## Hành chính
Thành phố Đà Lạt có 16 đơn vị hành chính cấp xã trực thuộc, bao gồm 12 phường: 1, 2, 3, 4, 5, 6, 7, 8, 9, 10, 11, 12 và 4 xã: Tà Nung, Trạm Hành, Xuân Thọ, Xuân Trường.
| Tên          | Diện tích năm 2022 (km²) | Dân số năm 2022 (người) |
| ------------ | ------------------------ | ----------------------- |
| Phường (12)  |                          |                         |
| Phường 1     | 1,79                     | 10.551                  |
| Phường 2     | 1,25                     | 22.316                  |
| Phường 3     | 27,16                    | 19.936                  |
| Phường 4     | 29,55                    | 27.515                  |
| Phường 5     | 33,31                    | 16.578                  |
| Phường 6     | 1,60                     | 23.382                  |
| Phường 7     | 32,92                    | 20.558                  |
| Phường 8 (C) | 17,65                    | 23.139                  |

| Tên         | Diện tích năm 2022 (km²) | Dân số năm 2022 (người) |
| ----------- | ------------------------ | ----------------------- |
| Phường 9    | 4,90                     | 26.284                  |
| Phường 10   | 13,70                    | 16.036                  |
| Phường 11   | 16,55                    | 13.084                  |
| Phường 12   | 12,48                    | 11.988                  |
| Xã (4)      |                          |                         |
| Tà Nung     | 45,92                    | 5.269                   |
| Trạm Hành   | 55,45                    | 5.777                   |
| Xuân Thọ    | 62,66                    | 8.116                   |
| Xuân Trường | 34,17                    | 7.485                   |

Ủy ban nhân dân của thành phố Đà Lạt nằm tại số 3 đường Trần Hưng Đạo phường 8, đối diện Ủy ban nhân dân tỉnh Lâm Đồng và không xa trụ sở Hội đồng nhân dân thành phố. Nhiệm kỳ 2011–2016, người giữ chức vụ Chủ tịch Ủy ban nhân dân thành phố Đà Lạt là ông Võ Ngọc Hiệp. Thành ủy Đà Lạt có trụ sở tại 31 đường Đinh Tiên Hoàng, Phường 2. Bí thư Thành ủy nhiệm kỳ 2010–2015 là ông Đoàn Văn Việt, cũng là người giữ cương vị Chủ tịch Hội đồng nhân dân Đà Lạt nhiệm kỳ 2011–2016.

## Lịch sử

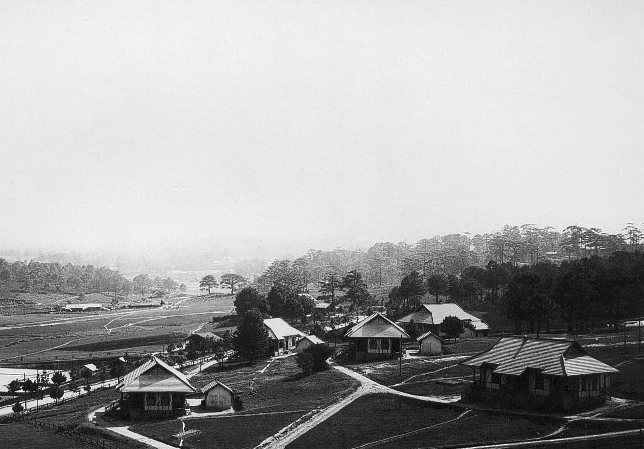
Đà Lạt cuối thập niên 1920, khu vực gần khách sạn Dalat Palace ngày nay.

Vùng cao nguyên Lâm Viên từ xa xưa là địa bàn cư trú của người Lạch, người Chil và người Srê thuộc dân tộc Cơ Ho. Cuối thế kỷ 19, nhiều nhà thám hiểm người Pháp đã thực hiện những chuyến đi xuyên sâu vào vùng đất này. Tiên phong trong số họ là bác sĩ Paul Néis và trung úy Albert Septans với chuyến thám hiểm thực hiện đầu năm 1881. Năm 1893, nhận nhiệm vụ từ Toàn quyền Jean-Marie de Lanessan, bác sĩ Alexandre Yersin đã tiến hành khảo sát một tuyến đường bộ từ Sài Gòn xuyên qua vùng đất của người Thượng và kết thúc ở một địa điểm trên bờ biển Trung Kỳ. Ngày 21 tháng 6 năm 1893, trên hành trình thám hiểm, Alexandre Yersin đã tới cao nguyên Lâm Viên. Năm 1897, trong khi tìm kiếm một địa điểm để xây dựng trạm nghỉ dưỡng (station balnéaire d'altitude) cho người Pháp ở Đông Dương, Toàn quyền Paul Doumer gửi thư hỏi ý kiến Alexandre Yersin. Khi nhận được thư của Paul Doumer, Alexandre Yersin gợi ý chọn cao nguyên Lâm Viên, một vùng đất lý tưởng thỏa mãn đầy đủ các điều kiện: độ cao thích hợp, diện tích đủ rộng, nguồn nước bảo đảm, khí hậu ôn hòa và có thể thiết lập đường giao thông. Cuối tháng 3 năm 1899, Paul Doumer cùng với Alexandre Yersin đích thân đến khảo sát thực tế tại cao nguyên Lâm Viên.
Dự án xây dựng Đà Lạt bị gián đoạn khi Toàn quyền Paul Doumer trở về Pháp vào năm 1902 và Toàn quyền Paul Beau, người kế vị, thì không sốt sắng gì về việc xây dựng thị trấn miền núi. Mặc dù vậy, trong khoảng thời gian tiếp theo, nhiều đoàn khảo sát vẫn được gửi đến cao nguyên Lâm Viên để nghiên cứu và các tuyến đường giao thông tới Đà Lạt cũng dần hình thành. Giữa thập niên 1910, Chiến tranh thế giới thứ nhất bùng nổ khiến nhiều người Pháp không thể về quê hương trong những kỳ nghỉ, Đà Lạt dần trở thành nơi họ tìm đến để tìm chút gì của nước Pháp miền ôn đới. Ngày 20 tháng 4 năm 1916, Hội đồng Phụ chính của vua Duy Tân thông báo Vụ thành lập thị tứ Đà Lạt. Toàn quyền Maurice Long đi thêm bước nữa khi bổ nhiệm Ernest Hébrard làm chủ sự quy hoạch thị trấn Đà Lạt. Hébrard là người chủ trương dùng mẫu kiến trúc cổ điển Âu châu nhưng thêm vào đó một số trang trí thuộc mỹ thuật Việt Nam để tạo ra phong cách riêng mà ông gọi là une architecture indochinoise. Hébrard đã thực hiện lối kiến trúc này trong những công trình khác như tòa nhà của Viện Viễn Đông Bác cổ, Hà Nội. Nay lối kiến trúc này được áp dụng quy mô hơn ở Đà Lạt. Đặc biệt là Hébrard vẽ đồ án có vườn hoa, trường sở, sân vận động, biệt thự nhưng hoàn toàn không có công xưởng sản xuất để giữ y nguyên không gian trong lành và yên tĩnh của thị trấn này. Trong vòng ba mươi năm, từ một địa điểm hoang vu, một thành phố đã hình thành với đầy đủ hệ thống cơ sở hạ tầng, các trường học, bệnh viện, khách sạn, công sở và dinh thự. Trên diện tích tổng cộng là 1760 ha, thì 500 ha được chính quyền quy hoạch cho các cơ sở công chánh, 185 ha thuộc nhà binh, 173 ha cho công chức và 206 cho dân bản xứ. Phần còn lại còn lại (non 700 ha) thì bán cho người Pháp.

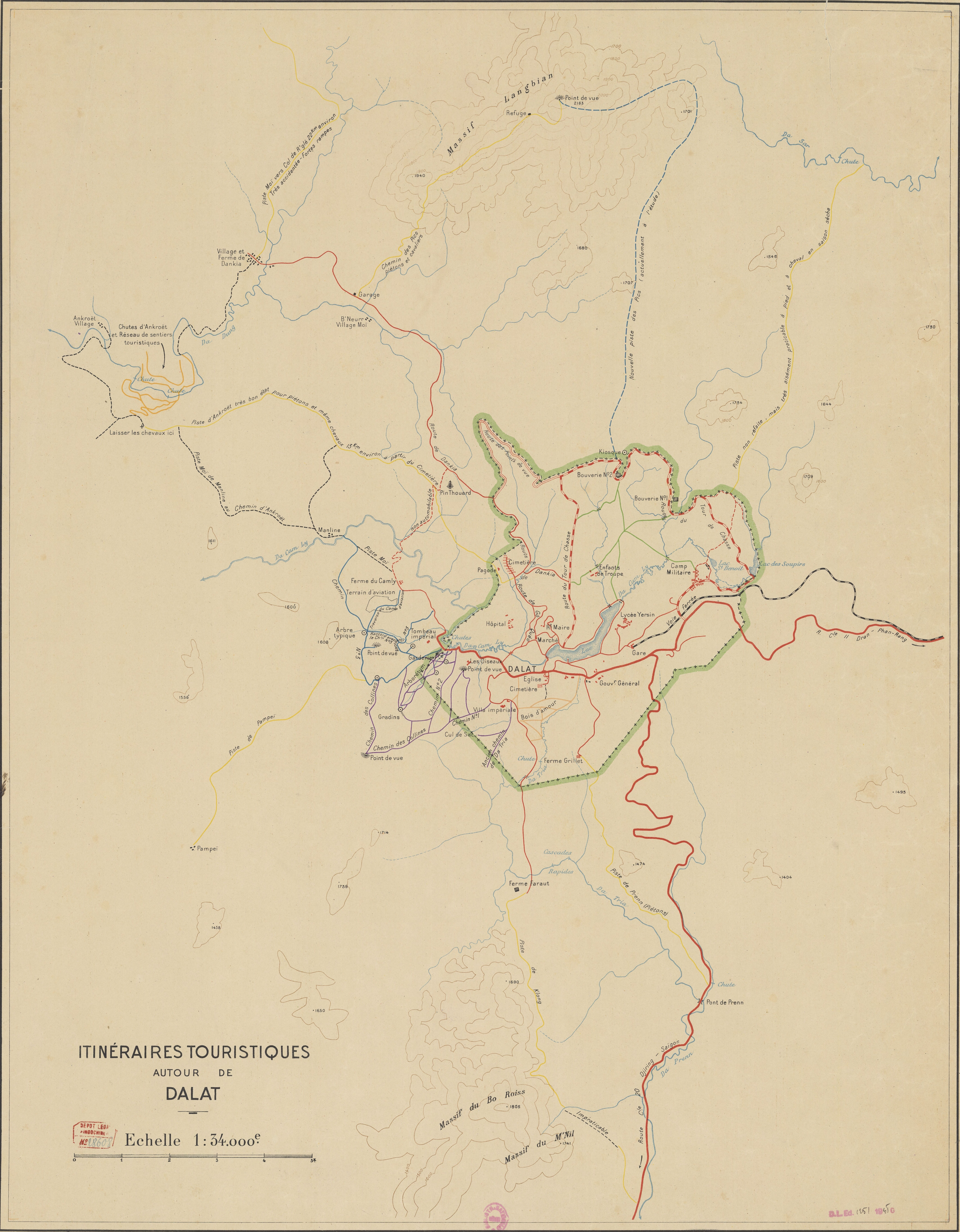
Bản đồ Đà Lạt năm 1942

Tới thập niên 1940, Đà Lạt bước vào giai đoạn cực thịnh của thời kỳ Pháp thuộc, "thủ đô mùa hè" của toàn Liên bang Đông Dương. Trong những năm chiến tranh, thành phố vẫn giữ vai trò một trung tâm du lịch nghỉ dưỡng và khoa học giáo dục của Việt Nam Cộng hòa. Dưới thời Tổng thống Ngô Đình Diệm, nhiều trường học, trung tâm văn hóa và các công trình kiến trúc tiếp tục ra đời. Đà Lạt cũng là nơi định cư của nhiều người di cư từ miền Bắc. Nhưng kể từ năm 1964, khi cuộc chiến tranh Việt Nam bước vào giai đoạn khốc liệt, việc phát triển đô thị ít được coi trọng, thay vào đó là sự xuất hiện của những công trình phục vụ cho mục đích quân sự.
Sau chiến tranh, Đà Lạt tiếp tục bước vào một thời kỳ khó khăn khi phải đối mặt với vấn đề lương thực và thực phẩm, việc xây dựng phát triển thành phố vì thế không còn được chú trọng. Diện tích canh tác nông nghiệp mở rộng đã ảnh hưởng nhiều tới cảnh quan thiên nhiên và môi sinh của thành phố. Du lịch Đà Lạt giai đoạn này cũng trầm lắng bởi sự khó khăn chung của nền kinh tế Việt Nam. Từ cuối thập niên 1980, đầu thập niên 1990, thành phố dần phát triển trở lại với làn sóng khách du lịch tìm tới ngày một đông và hệ thống cơ sở hạ tầng tiếp tục được xây dựng.
Sau năm 1975, thành phố Đà Lạt là tỉnh lỵ thuộc tỉnh Lâm Đồng mới hợp nhất, ban đầu gồm có 6 đơn vị hành chính cấp xã, bao gồm 6 phường: 1, 2, 3, 4, 5 và 6.
Ngày 10 tháng 03 năm 1977, Hội đồng Chính phủ ban hành Quyết định số 51-CP. Theo đó, sáp nhập xã Lát thuộc huyện Đức Trọng vào thành phố Đà Lạt.
Lúc này, thành phố Đà Lạt có 7 đơn vị hành chính cấp xã, bao gồm 6 phường: 1, 2, 3, 4, 5, 6 và xã Lát.
Ngày 14 tháng 3 năm 1979, Hội đồng Chính phủ ban hành Quyết định số 116-CP. Theo đó:
- Sáp nhập xã Lát về huyện Lạc Dương mới thành lập để quản lý.
- Sáp nhập 2 xã: Xuân Thọ và Xuân Trường thuộc huyện Đơn Dương về thành phố Đà Lạt quản lý.
- Thành lập xã Tà Nung tại vùng kinh tế mới.

Lúc này, thành phố Đà Lạt có 9 đơn vị hành chính cấp xã, bao gồm 6 phường: 1, 2, 3, 4, 5, 6 và 3 xã: Xuân Trường, Xuân Thọ, Tà Nung.
Ngày 6 tháng 6 năm 1986, Hội đồng Bộ trưởng ban hành Quyết định 67-HĐBT. Theo đó:
- Chia phường 1 thành 2 phường: Phường 1 và phường 2.
- Chia phường 2 thành 2 phường: Phường 3 và phường 4.
- Chia phường 3 thành 2 phường: Phường 5 và phường 6.
- Chia phường 4 thành 2 phường: Phường 7 và phường 8.
- Chia phường 5 thành 2 phường: Phường 9 và phường 10.
- Chia phường 6 thành 2 phường: Phường 11 và phường 12.

Ngày 24 tháng 7 năm 1999, thành phố Đà Lạt được Thủ tướng Chính phủ công nhận là đô thị loại II theo quyết định số 158/1999/QĐ-TTg.
Ngày 6 tháng 3 năm 2009, thành lập xã Trạm Hành trên cơ sở điều chỉnh 5.431,38 ha diện tích tự nhiên và 5.086 nhân khẩu của xã Xuân Trường.
Như vậy, thành phố Đà Lạt có 39.329,01 ha diện tích tự nhiên và 195.365 nhân khẩu với 16 đơn vị hành chính cấp xã trực thuộc, bao gồm 12 phường: 1, 2, 3, 4, 5, 6, 7, 8, 9, 10, 11, 12 và 4 xã: Tà Nung, Xuân Thọ, Xuân Trường, Trạm Hành.
Ngày 23 tháng 3 năm 2009, thành phố Đà Lạt được Thủ tướng Chính phủ công nhận là đô thị loại I trực thuộc tỉnh Lâm Đồng theo quyết định số 373/QĐ-TTG.
Ngày 12 tháng 6 năm 2025, Quốc hội ban hành Nghị quyết số 1671/NQ-UBTVQH15 về việc sắp xếp đơn vị hành chính cấp xã của tỉnh Lâm Đồng mới theo mô hình 2 cấp (bỏ cấp huyện). Theo đó từ ngày 1 tháng 7 năm 2025, các phường mới được thành lập bao gồm:
- Phường Xuân Hương - Đà Lạt được thành lập từ việc sắp xếp phường 1, phường 2, phường 3, phường 4 và phường 10
- Phường Cam Ly - Đà Lạt được thành lập từ việc sắp xếp phường 5, phường 6 và xã Tà Nung
- Phường Lâm Viên - Đà Lạt được thành lập từ việc sắp xếp phường 8, phường 9 và phường 12
- Phường Xuân Trường - Đà Lạt được thành lập từ việc sắp xếp xã Xuân Trường, xã Xuân Thọ, xã Trạm Hành và phường 11.
- Phường Lang Biang - Đà Lạt được thành lập từ việc sắp xếp phường 7, thị trấn Lạc Dương và xã Lát.

## Kinh tế - xã hội
Đà Lạt có một nền kinh tế thiên về các lĩnh vực du lịch, dịch vụ và nông nghiệp. Vào năm 2007, các ngành du lịch và dịch vụ chiếm đến 70% tổng sản phẩm nội địa của thành phố. Giá trị sản xuất công nghiệp theo giá thực tế của Đà Lạt năm 2011 đạt 2.047,400 tỷ đồng, tương đương với Bảo Lộc, thành phố thứ hai của Lâm Đồng. Trong lĩnh vực công nghiệp, thu hút nhiều lao động nhất là các ngành công nghiệp chế biến. Một số sản phẩm của Đà Lạt như rượu vang, trà Atisô hay mứt trái cây từ lâu đã được biết đến rộng rãi. Nhờ điều kiện khí hậu và thổ nhưỡng thích hợp, Đà Lạt còn là vùng đất trồng nhiều trà và cà phê, cũng là hai sản phẩm quan trọng trong lĩnh vực công nghiệp chế biến của thành phố. Một nghề mới phát triển trong những năm cuối thế kỷ 20 tại Đà Lạt là nghề thêu, nổi bật hơn cả là những sản phẩm tranh thêu của Công ty XQ Đà Lạt. Trong thành phố, còn có thể thấy sự hiện diện của các công ty in ấn, may mặc, dệt, chế biến tinh dầu, sản xuất lâm sản... Năm 2011, thành phố Đà Lạt có tốc độ tăng trưởng kinh tế đạt 17%, tổng giá trị kim ngạch xuất khẩu đạt 42,7 triệu Đô la Mỹ và Thu nhập bình quân đầu người khoảng 26,6 triệu đồng.

### Nông nghiệp

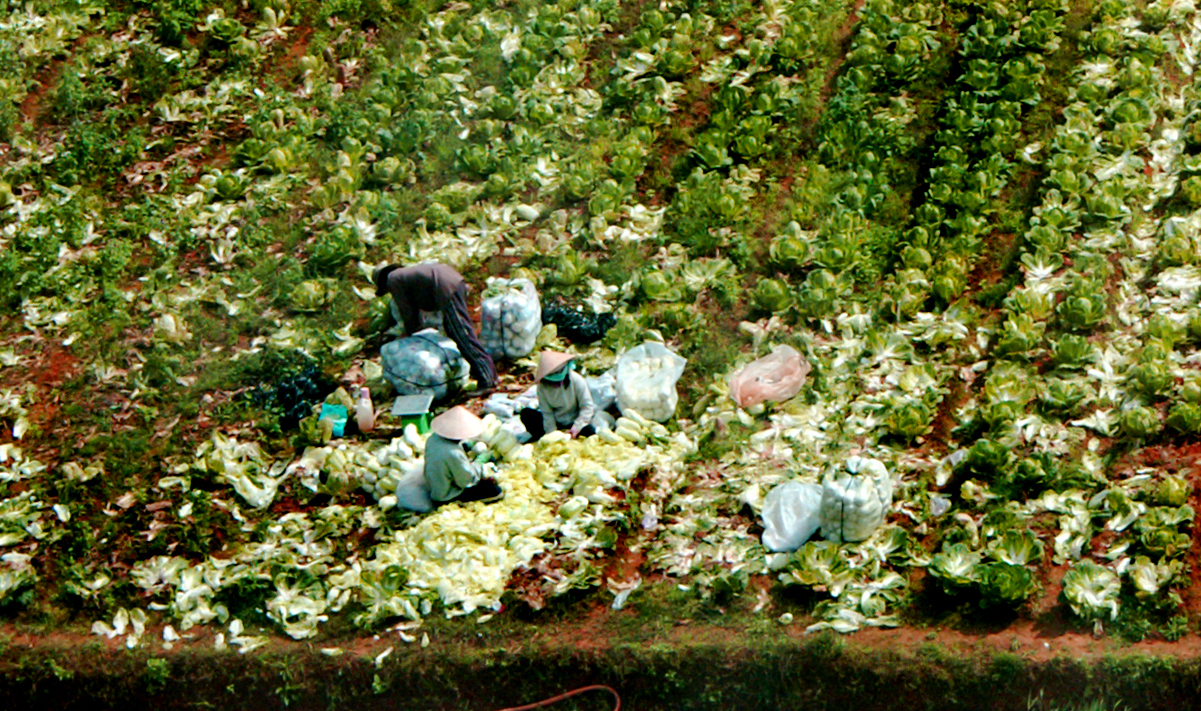
Những người nông dân thu hoạch rau bắp cải, cây rau được trồng phổ biến nhất tại Đà Lạt.

Nhờ thổ nhưỡng và khí hậu thuận lợi, Đà Lạt có điều kiện để phát triển nhiều loại cây ôn đới. Trừ một vài giống rau từ miền Bắc, hầu hết các giống rau của thành phố đều được nhập về từ Pháp, Đức, Hà Lan, Nhật Bản, Hoa Kỳ... Cây rau chiếm diện tích canh tác chủ yếu tại Đà Lạt cả trước đây và hiện nay là cải bắp, nhiều nhất là giống cải bắp của Nhật Bản, được trồng quanh năm. Các cây cải thảo và cải bông cũng có mặt ở khắp các địa phương, tập trung vào vụ đông xuân hàng năm. Một loại cây rau ngắn ngày nổi tiếng của Đà Lạt là xà lách, có thời gian sinh trưởng ngắn nên được trồng xen với những chủng loại cây rau khác. Trên các vùng trồng rau của Đà Lạt còn có thể thấy các giống cây nông nghiệp như khoai tây, cà rốt, hành tây, đậu Hà Lan, rau chân vịt... Đà Lạt được biết đến như vùng đất của những loài hoa, với các giống Mai anh đào Đà Lạt, hoa lan, hoa hồng, hoa lys, hoa lay ơn, hoa cẩm tú cầu, hoa bất tử, hoa cẩm chướng... Các giống lan nhập nội vào Đà Lạt thuộc các chi Lan kiếm, Lan hoàng thảo, Lan hài, Lan hoàng hậu... với trên 300 giống. Từ năm 2000, một số giống lan vùng nhiệt đới và á nhiệt đới cũng được trồng thành công như giống lai trong chi Hồ điệp, Hoàng y Mỵ Nương, Lan nhện. Các loài lay ơn, hoa hồng, hoa lys đều được trồng ở Đà Lạt từ khoảng giữa thế kỷ 20. Trên các vùng đất ngoại ô thành phố, còn có thể thấy những vườn cây ăn trái như đào, mận, hồng, dâu tây... các vùng trồng cây công nghiệp như chè, cà phê, hay atisô, loài cây dược liệu nổi tiếng của Đà Lạt. Vào năm 2011, thành phố có 7.123 hecta gieo trồng rau, 441 hecta trồng cây ăn quả, 25 hecta trồng lúa, và gần 3.500 hecta diện tích trồng hoa, trong đó khoảng 1.500 hecta nhà kính.
Trước đây, tham gia sản xuất nông nghiệp ở Đà Lạt là các gia đình nông dân và một số điền trang tư nhân quy mô nhỏ. Thời kỳ sau năm 1975, với chính sách kinh tế kế hoạch tập trung, ở Đà Lạt xuất hiện các hợp tác xã nông nghiệp và các tập đoàn sản xuất. Sản xuất nông nghiệp khi đó được thực hiện theo kế hoạch đến từng khóm dân cư, việc thu mua rau do Công ty Nông sản Thực phẩm và Công ty Ngoại thương đảm nhận. Nhưng đến cuối thập kỷ 1980, hầu hết các tập đoàn sản xuất và hợp tác xã đều ngừng hoạt động và tự tan rã, phần lớn đất sản xuất được giao khoán đến từng gia đình nông dân. Những năm gần đây, Đà Lạt xuất hiện nhiều công ty nông nghiệp tư nhân và nước ngoài, như Dalat Hasfarm Agrivina, Bonnie Farm, Rừng Hoa Đà Lạt, Langbiang Farm... trong lĩnh vực trồng hoa hay Golden Garden, Rau Nhà Xanh, Kim Bằng, Bio-Organics... tham gia sản xuất rau quả. Với mục đích ổn định, phát triển ngành sản xuất và tiêu thụ sản phẩm, vào năm 2002 và 2006, Hiệp hội rau quả Đà Lạt và Hiệp hội hoa Đà Lạt lần lượt được thành lập. Nhờ mở rộng diện tích canh tác và áp dụng những tiến bộ kỹ thuật, sản lượng nông nghiệp của thành phố tăng mạnh mẽ trong những năm gần đây. Vào năm 1996, Đà Lạt thu hoạch 82.448 tấn rau, đến năm 2002 con số này lên tới 183.300 tấn, và năm 2011, sản lượng rau của thành phố đạt 212.870 tấn.
Tương tự, ngành sản xuất hoa Đà Lạt cũng tăng trưởng trung bình 20% một năm, sản lượng hoa cắt cành ở mức 150 triệu cành năm 2001 đã tăng lên trên 900 triệu cành vào năm 2009 và 1,5 tỷ cành vào năm 2011. Sản phẩm hoa của thành phố được tiêu thụ chủ yếu ở thị trường Việt Nam, trong hơn 10 năm gần đây, chỉ khoảng 5% hoa Đà Lạt xuất khẩu ra nước ngoài.

### Y tế

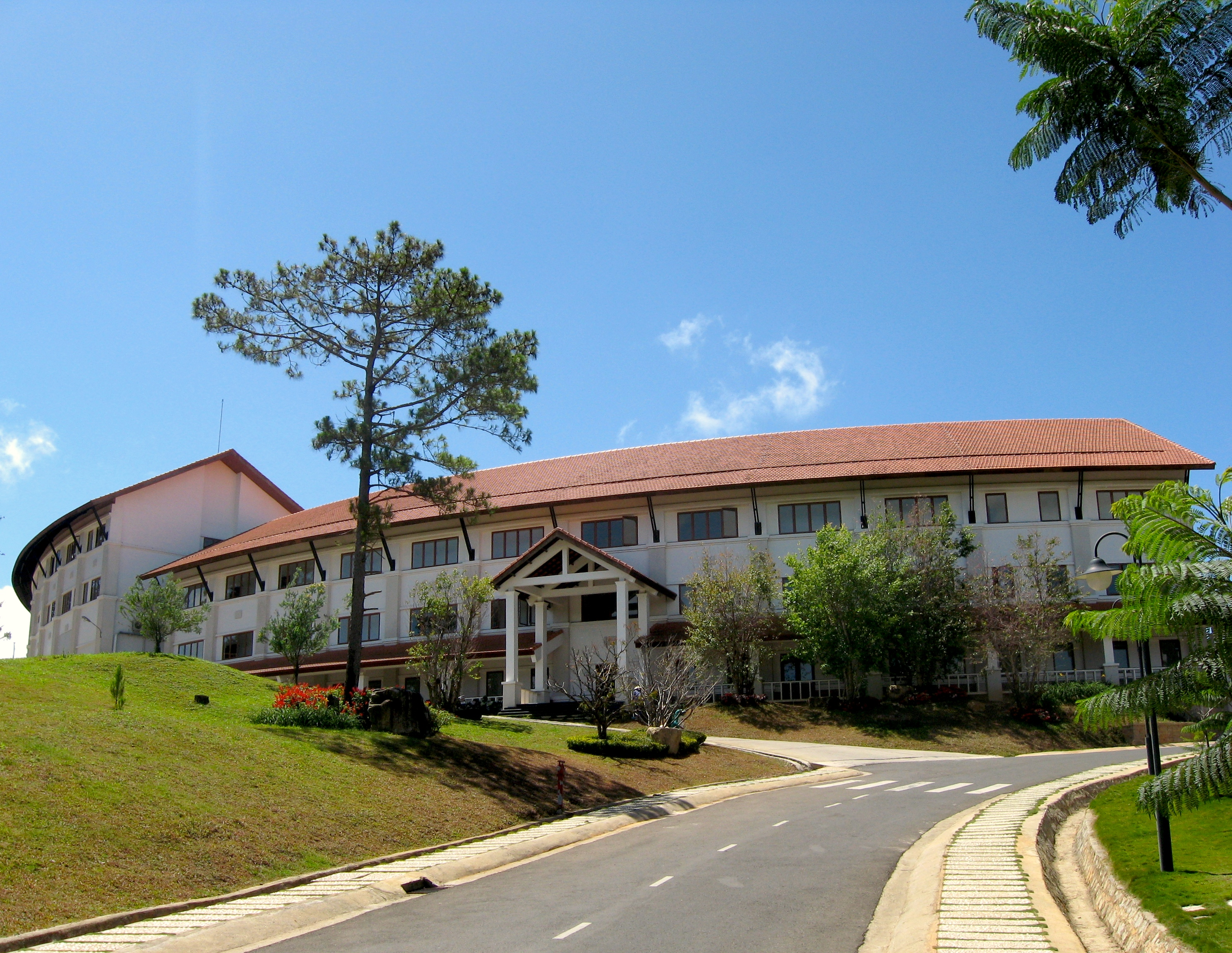
Bệnh viện đa khoa Hoàn Mỹ, bệnh viện tư đầu tiên của thành phố Đà Lạt, bắt đầu hoạt động từ năm 2008.

Vào thời kỳ mới thành lập, ở Đà Lạt chỉ có một trạm cứu thương lưu động, đến năm 1921 thành phố mới có được trạm xá đầu tiên. Năm 1922, Bệnh viện Đà Lạt được người Pháp khởi công xây dựng và hoàn thành vào năm 1938. Cũng trong thời kỳ này, Viện Pasteur Đà Lạt được khánh thành vào ngày 1 tháng 1 năm 1936, là đơn vị cuối cùng trong hệ thống các viện Pasteur ở Đông Dương. Thời Việt Nam Cộng hòa, Bệnh viện Đà Lạt được phát triển thành Trung tâm Y tế toàn khoa thuộc Bộ Y tế. Sau năm 1975, trung tâm này được đổi lại thành Bệnh viện Đà Lạt, tiếp đó trở thành Bệnh viện Đa khoa tỉnh Lâm Đồng khi tỉnh Lâm Đồng được thành lập. Bệnh viện Y học cổ truyền được thành lập trên đường Cô Bắc năm 1986, tới năm 1993 đổi tên thành Bệnh viện Y học cổ truyền Phạm Ngọc Thạch. Năm 1990, với sự giúp đỡ của Làng Hòa Bình Quốc tế Cộng hòa Liên bang Đức, thành phố có được một Trung tâm phục hồi chức năng trẻ em dị tật. Cơ sở y tế này sau đó được sáp nhập với Viện Điều dưỡng, vốn được thành lập năm 1988, trở thành Bệnh viện Điều dưỡng và Phục hồi chức năng.
Ngày nay, Bệnh viện Đa khoa Lâm Đồng, Bệnh viện Y học cổ truyền Phạm Ngọc Thạch và Bệnh viện Điều dưỡng và Phục hồi chức năng là ba bệnh viện tuyến tỉnh tại Đà Lạt, với tổng cộng 630 giường bệnh. Cuối năm 2008, Bệnh viện đa khoa Hoàn Mỹ Đà Lạt tọa lạc trên đồi Long Thọ, thuộc Phường 10, bắt đầu hoạt động. Đây là bệnh viện tư đầu tiên của Đà Lạt và vùng nam Tây Nguyên với diện tích sàn sử dụng 30.000 mét vuông và 200 giường bệnh. Năm 2010, Bệnh viện Nhi Đà Lạt bắt đầu được xây dựng trên đồi thông thuộc khu Thánh Mẫu - Tô Hiệu thuộc Phường 8. Dự kiến hoàn thành vào cuối năm 2013, Bệnh viện Nhi Đà Lạt có quy mô 150 giường bệnh, sẽ là bệnh viện nhi đầu tiên ở khu vực Tây Nguyên và Nam Trung Bộ. Bên cạnh các cơ sở y tế tuyến tỉnh, thành phố cũng có một mạng lưới y tế riêng bao gồm các cơ sở như Nhà hộ sinh Thành phố, Văn phòng Trung tâm Y tế, các phòng khám đa khoa khu vực... cùng các trạm y tế thuộc phường, xã. Những tổ chức hội y tế, gồm Hội Y Dược học, Hội Y học cổ truyền và Hội Chữ thập đỏ, cũng tham gia vào các hoạt động y tế ở thành phố. Theo số liệu thống kê năm 2011, thành phố Đà Lạt có 195 bác sĩ, 146 y sĩ và kỹ thuật viên, 285 y tá và 1.085 giường bệnh.

### Giáo dục

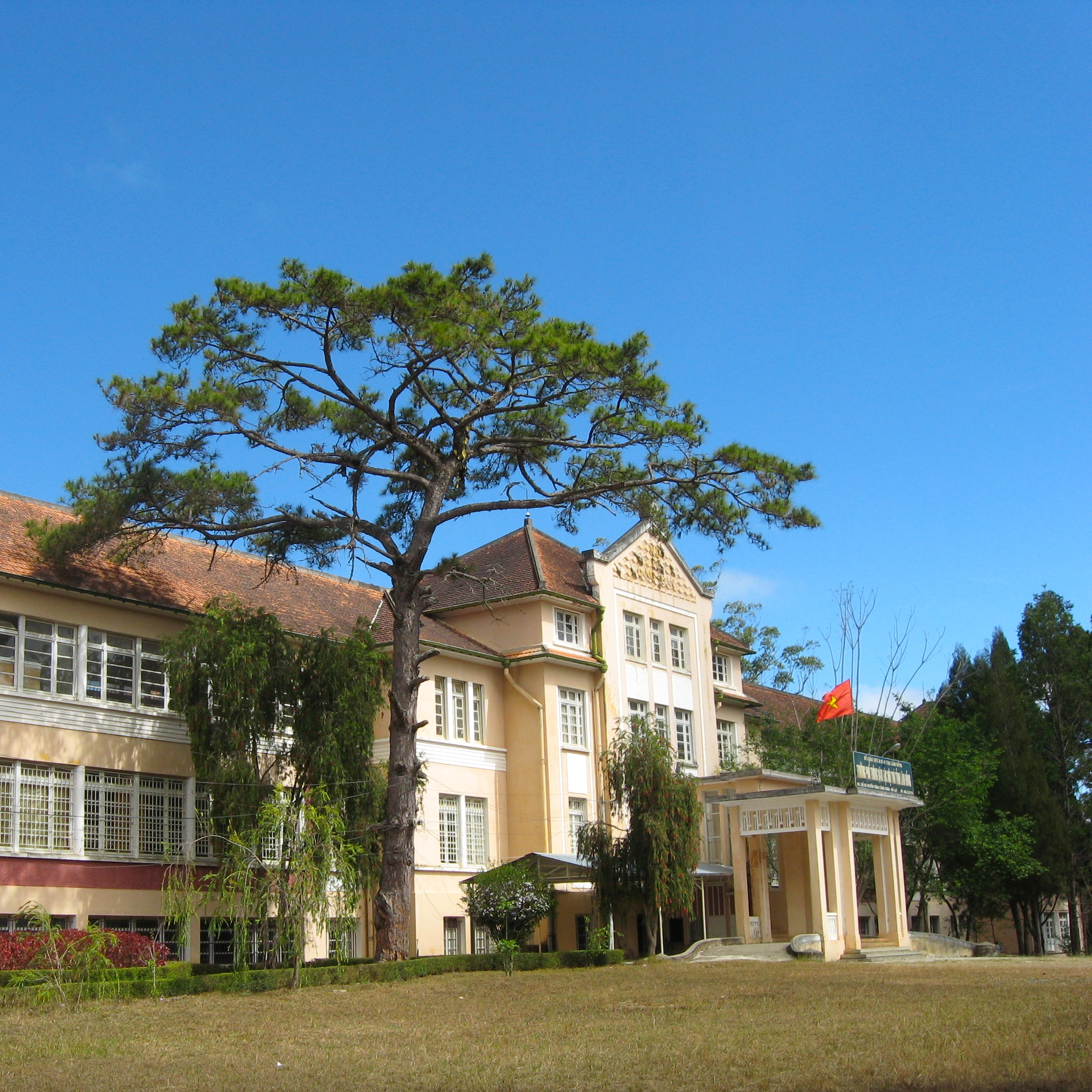
Trường Dân tộc nội trú, trước đây là Trường Couvent des Oiseaux, một trường nữ thục nổi tiếng.

Sau khi triều đình Huế thông báo dụ thành lập thị tứ Đà Lạt vào năm 1916, dân cư Đà Lạt và vùng lân cận dần tăng lên, hệ thống giáo dục ở đây bắt đầu hình thành và phát triển cùng với sự phát triển của thành phố. Trường học đầu tiên ở Đà Lạt là trường École française, khai giảng vào ngày 20 tháng 12 năm 1919, chỉ dành riêng cho các học sinh người Pháp. Cuối thập niên 1920, những công chức người Pháp tới Đà Lạt ngày một đông, thành phố có thêm hai ngôi trường Pháp mới, Petit Lycée và Grand Lycée. Trường Grand Lycée được khởi công xây dựng vào năm 1929 và khai giảng năm 1933, dành cho con em người Pháp và các quan lại người Việt. Đến năm 1935, trường khánh thành và mang tên Trung học Yersin, tiền thân của Trường Cao đẳng Sư phạm Đà Lạt ngày nay. Ngôi trường dành cho học sinh Việt Nam đầu tiên là một trường tư được thành lập năm 1927. Năm 1928, ngôi trường công dành cho học sinh Việt mang tên École communale de Dalat, ngày nay là trường tiểu học Đoàn Thị Điểm, khai giảng khóa đầu tiên. Năm 1934, Trường Couvent des Oiseaux và năm 1939, Trường Thiếu sinh quân Đà Lạt lần lượt được ra đời. Ở bậc giáo dục đại học, niên học 1944-1945, Chính phủ Pháp cho mở một lớp chuyên khoa toán đặt tại Trung học Yersin. Lớp học này có khoảng 40 sinh viên, chỉ tồn tại đến tháng 3 năm 1945, thời điểm Nhật đảo chính Pháp. Thời kỳ 1945 đến 1954, ở Đà Lạt còn xuất hiện thêm hai ngôi trường mới, Trường Hành chính Quốc gia và Trường Võ bị Liên quân Đà Lạt. Sau năm 1954, dân số Đà Lạt tăng đột biến nhờ một lượng lớn di dân từ miền Bắc và miền Trung, nhiều ngôi trường mới tiếp tục ra đời. Năm 1957, Viện Đại học Đà Lạt được thành lập, xuất phát từ một tổ chức tư thục do giáo hội Thiên Chúa giáo quản lý. Từ 49 sinh viên trong niên học đầu tiên 1958-1959, đến niên học 1974-1975, Viện Đại học Đà Lạt có khoảng 5.000 sinh viên theo học, bao gồm các trường Đại học Sư phạm, Đại học Văn khoa, Đại học Khoa học và Đại học Chính trị - Kinh doanh. Thời điểm trước tháng 4 năm 1975, tại Đà Lạt có đến 61 ngôi trường, cả công lập và tư thục. Bên cạnh các trường phổ thông, đại học, ở đây còn có nhiều trường đào tạo quân sự và tôn giáo như Trường Võ bị Quốc gia Đà Lạt, Trường Chiến tranh Chính trị, Trường Chỉ huy và Tham mưu, Giáo hoàng Học viện Piô X Đà Lạt.
Ngày nay, Đà Lạt vẫn là một trung tâm giáo dục của miền Nam Việt Nam. Năm 2011, ở bậc giáo dục tiểu học và phổ thông, toàn thành phố Đà Lạt có 44 trường, 1.763 giáo viên và 37.711 học sinh, trong đó 16.712 học sinh tiểu học, 12.311 học sinh trung học cơ sở và 8.688 học sinh trung học phổ thông. Thành phố cũng có 25 trường, 417 giáo viên và 8.972 học sinh bậc mẫu giáo. Tại Đà Lạt còn có thể thấy sự hiện diện của ba trường đại học, bốn trường cao đẳng cùng các trung tâm giáo dục thường xuyên, các trường giáo dục chuyên nghiệp, các cơ sở giáo dục đặc biệt dành cho trẻ em khuyết tật... Trường Cao đẳng Sư phạm Đà Lạt được thành lập năm 1976, đến năm 1992, trường hợp nhất với Trung học Sư phạm và Sư phạm Mầm non trở thành một trường sư phạm đa hệ. Do nhu cầu giáo viên các bậc học mầm non, tiểu học và trung học cơ sở giảm bớt nên quy mô đào tạo trường cũng thu hẹp lại, chỉ còn hơn 1.000 sinh viên chính quy. Năm 1976, Trường Đại học Đà Lạt được thành lập trên cơ sở của Viện Đại học Đà Lạt trước đó. Thời gian đầu, trường chỉ đào tạo cử nhân cho các ngành khoa học cơ bản với quy mô nhỏ, 250 sinh viên trong niên học 1977-1979. Ngày nay, Đại học Đà Lạt trở thành một trường đại học đa ngành với 52 ngành nghề của các bậc đào tạo từ trung cấp chuyên nghiệp, cao đẳng, đại học, sau đại học đến nghiên cứu sinh. Năm 2011, Trường Đại học Đà Lạt có 22.665 sinh viên đang theo học ở tất cả các bậc đào tạo. Từ năm 2004, thành phố Đà Lạt có thêm một trường đại học mới mang tên Alexandre Yersin. Hiện nay, Trường Đại học Dân lập Yersin Đà Lạt gồm 8 khoa, đào tạo 2.329 sinh viên trong năm 2011. Đà Lạt vẫn tiếp tục là địa điểm của một đại học quân sự quan trọng. Sau tháng 4 năm 1975, các trường quân sự của Việt Nam Cộng hòa bị giải thể. Bộ Quốc phòng quyết định chuyển địa điểm của Học viện Quân sự từ Hà Nội vào Đà Lạt, tiếp nhận cơ sở từ các trường quân sự cũ. Học viện Lục quân ngày nay nằm ở phía đông bắc thành phố, là nơi đào tạo sĩ quan trung cao cấp cho Quân đội Việt Nam, cũng là một cơ quan nghiên cứu khoa học quân sự. Bên cạnh các cơ sở giáo dục, ở Đà Lạt còn có sự hiện diện của nhiều trung tâm nghiên cứu khoa học quan trọng, như Viện Sinh học Tây Nguyên, Viện Nghiên cứu hạt nhân Đà Lạt hay Viện Pasteur Đà Lạt.
| Các đại học, trường đại học, học viện, cao đẳng và trung cấp chuyên nghiệp tại thành phố Đà Lạt | Các đại học, trường đại học, học viện, cao đẳng và trung cấp chuyên nghiệp tại thành phố Đà Lạt | Các đại học, trường đại học, học viện, cao đẳng và trung cấp chuyên nghiệp tại thành phố Đà Lạt | Các đại học, trường đại học, học viện, cao đẳng và trung cấp chuyên nghiệp tại thành phố Đà Lạt |
| Tên trường                                                                                      | Thành lập                                                                                       | Cơ sở tiền thân                                                                                 | Địa chỉ                                                                                         |
| ----------------------------------------------------------------------------------------------- | ----------------------------------------------------------------------------------------------- | ----------------------------------------------------------------------------------------------- | ----------------------------------------------------------------------------------------------- |
| Đại học, Trường Đại học và Học viện                                                             |                                                                                                 |                                                                                                 |                                                                                                 |
| Phân hiệu Học viện Hành chính Quốc gia (Việt Nam) tại thành phố Hồ Chí Minh - Cơ sở tại Đà Lạt  | 1952                                                                                            | Học viện Quốc gia Hành chánh                                                                    | 06 Lý Thường Kiệt, phường 9                                                                     |
| Học viện Lục quân (Việt Nam)                                                                    | 1946                                                                                            | Trường Võ bị quốc gia Đà Lạt                                                                    | 02 Lữ Gia, Phường 9                                                                             |
| Trường Đại học Đà Lạt                                                                           | 1957                                                                                            | Viện Đại học Đà Lạt                                                                             | 01 Phù Đổng Thiên Vương, Phường 8                                                               |
| Trường Đại học Yersin Đà Lạt                                                                    | 2004                                                                                            |                                                                                                 | 01 Tôn Thất Tùng, Phường 8                                                                      |
| Trường Đại học Kiến trúc Thành phố Hồ Chí Minh - Cơ sở tại Đà Lạt                               | 1942                                                                                            | Trường Kiến trúc Đà Lạt                                                                         | 20 Hùng Vương, Phường 10                                                                        |
| Cao đẳng và trung cấp                                                                           |                                                                                                 |                                                                                                 |                                                                                                 |
| Trường Cao đẳng Sư phạm Đà Lạt                                                                  | 1976                                                                                            | Trường Trung học Yersin                                                                         | 29 Yersin, Phường 10                                                                            |
| Trường Cao đẳng nghề Đà Lạt                                                                     | 2007                                                                                            | Trường Kỹ thuật Đà Lạt                                                                          | 01 Hoàng Văn Thụ, Phường 4                                                                      |
| Trường Cao đẳng Kinh tế Kỹ thuật Lâm Đồng                                                       | 2000                                                                                            | Trường Kỹ thuật Lasan                                                                           | 25 Trần Phú, Phường 4                                                                           |
| Trường Cao đẳng Y tế Lâm Đồng                                                                   | 2009                                                                                            | Trung học Y tế Lâm Đồng                                                                         | 6B Ngô Quyền, Phường 6                                                                          |
| Trường Cao đẳng Du lịch Đà Lạt                                                                  | 2006                                                                                            | Trung cấp Du lịch Đà lạt                                                                        | 5 Cam Ly, Phường 7                                                                              |

## Dân số
Trải qua hơn một trăm năm lịch sử, từ một trung tâm nghỉ dưỡng trở thành một đô thị lớn, cộng đồng dân cư Đà Lạt thay đổi theo quá trình hình thành và phát triển của thành phố. Vào năm 1893, khi bác sĩ Alexandre Yersin đến cao nguyên Lâm Viên, nơi đây chỉ là một vùng dân cư thưa thớt, một vài ngôi làng của người Lạch tập trung ở chân núi. Đến tận năm 1902, khi dự án xây dựng một thành phố của Toàn quyền Paul Doumer dừng lại, cư dân Đà Lạt vẫn chỉ là những nhóm dân tộc thiểu số người Lạch, người Chil cùng một nhóm nhỏ người Việt di cư lên đây từ trước đó. Năm 1906, một lần nữa, nơi đây được chọn làm nơi nghỉ dưỡng dành cho công chức và binh sĩ Pháp, ngoài các cư dân bản địa, ở Đà Lạt bắt đầu có các công chức người Pháp, những du khách châu Âu, và người Việt cũng bắt đầu tới đây nhiều hơn trước. Giai đoạn sau Chiến tranh thế giới thứ nhất là thời kỳ thành phố phát triển mạnh mẽ. Cơ sở hạ tầng cùng đường sá được xây dựng khiến dân cư từ nhiều nơi tới Đà Lạt định cư, du lịch và nghỉ dưỡng. Dân số Đà Lạt đã tăng lên đáng kể từ 1.500 người vào năm 1923 lên 11.500 người năm 1939. Những năm Chiến tranh thế giới thứ hai, nhiều người Pháp không thể trở về nghỉ ở quê hương và Đà Lạt trở thành điểm đến của họ. Thành phố tiếp tục được mở rộng và dân số tăng lên nhanh chóng, từ 13.000 người năm 1940 lên 25.500 người vào năm 1944.
Những biến cố của cuộc chiến tranh Đông Dương ảnh hưởng mạnh mẽ tới dân số Đà Lạt. Thời kỳ này rất nhiều cư dân của thành phố lánh về Cầu Đất, Đơn Dương, Ninh Thuận, Bình Thuận hoặc trở về quê hương cũ. Vào năm 1946, dân số Đà Lạt chỉ còn khoảng 5.200 người, khiến người Pháp gọi nơi đây là "thành phố quạnh hiu". Nhưng khoảng thời gian tiếp theo, khi Đà Lạt một lần nữa thuộc về người Pháp, các hoạt động kinh tế, xã hội dần ổn định trở lại. Vào cuối năm 1952, dân số thành phố đạt 25.041 người, trong đó có 1.217 người châu Âu, 752 người Hoa, 22.232 người Kinh và 840 người dân tộc bản địa. Cuối năm 1953, đầu năm 1954, cuộc chiến tranh Đông Dương bước vào giai đoạn khốc liệt nhất, Đà Lạt trở thành nơi dân cư các tỉnh lân cận tìm đến để tỵ nạn chiến tranh. Năm 1954, sau hiệp định Genève, thành phố đón nhận một lượng lớn những di dân từ miền Bắc cùng làn sóng người miền Trung đến lập nghiệp, khiến dân số Đà Lạt tăng vọt từ 25.000 người năm 1954 lên 58.958 người vào năm 1956. Dân số thành phố gia tăng điều đặn trong thập niên 1960, nhưng giảm sút trong thập niên 1970, khi chiến tranh Việt Nam bước vào giai đoạn căng thẳng. Khoảng thời gian đầu sau sự kiện 30 tháng 4 năm 1975, nhiều người phục vụ trong quân đội, chính quyền Việt Nam Cộng hòa trở về quê quán khiến dân số Đà Lạt giảm xuống, nhưng sau đó được bổ sung bởi các di dân mới từ miền Bắc và miền Trung. Cuối thế kỷ 20, địa giới hành chính Đà Lạt được mở rộng, dân số thành phố tăng lên mạnh mẽ và có sự gia tăng dân số cơ học đáng kể. Năm 2011, Đà Lạt có dân số 211.696 người, chiếm 17,4% dân số của tỉnh Lâm Đồng, mật độ 536 người/km².
Trong lịch sử, Đà Lạt từng là nơi sinh sống của nhiều nhóm dân cư có nguồn gốc đa dạng, từ người Kinh, người Cơ Ho đến những người Hoa, người Pháp. Ngày nay, phần lớn cư dân của thành phố là người Kinh, phần nhỏ còn lại gồm những người Hoa, người Cơ Ho và các dân tộc thiểu số khác như Tày, Nùng, Chăm... Theo số liệu năm 2011, Đà Lạt có 191.803 cư dân thành thị, tương đương 90%. Cấu trúc theo giới tính, thành phố có 100.520 cư dân nam và 111.176 cư dân nữ. Cũng như các đô thị khác, mật độ dân số của Đà Lạt không đồng đều, dân cư tập trung nhiều nhất ở các phường trung tâm như Phường 1, Phường 2, Phường 6. Ở ngoại thành, cư dân sống chủ yếu bằng nông nghiệp, lâm nghiệp và tiểu thủ công nghiệp, trong đó nông nghiệp chiếm một phần quan trọng. Khu vực ngoại thành của Đà Lạt rõ nét nhất là các xã Xuân Trường, Xuân Thọ và Tà Nung.
Thành phố Đà Lạt có diện tích 394,64 km², dân số tính đến ngày 31/12/2024 là 258.014 người, mật độ dân số đạt 659 người/km².

## Văn hóa

### Tôn giáo và tín ngưỡng

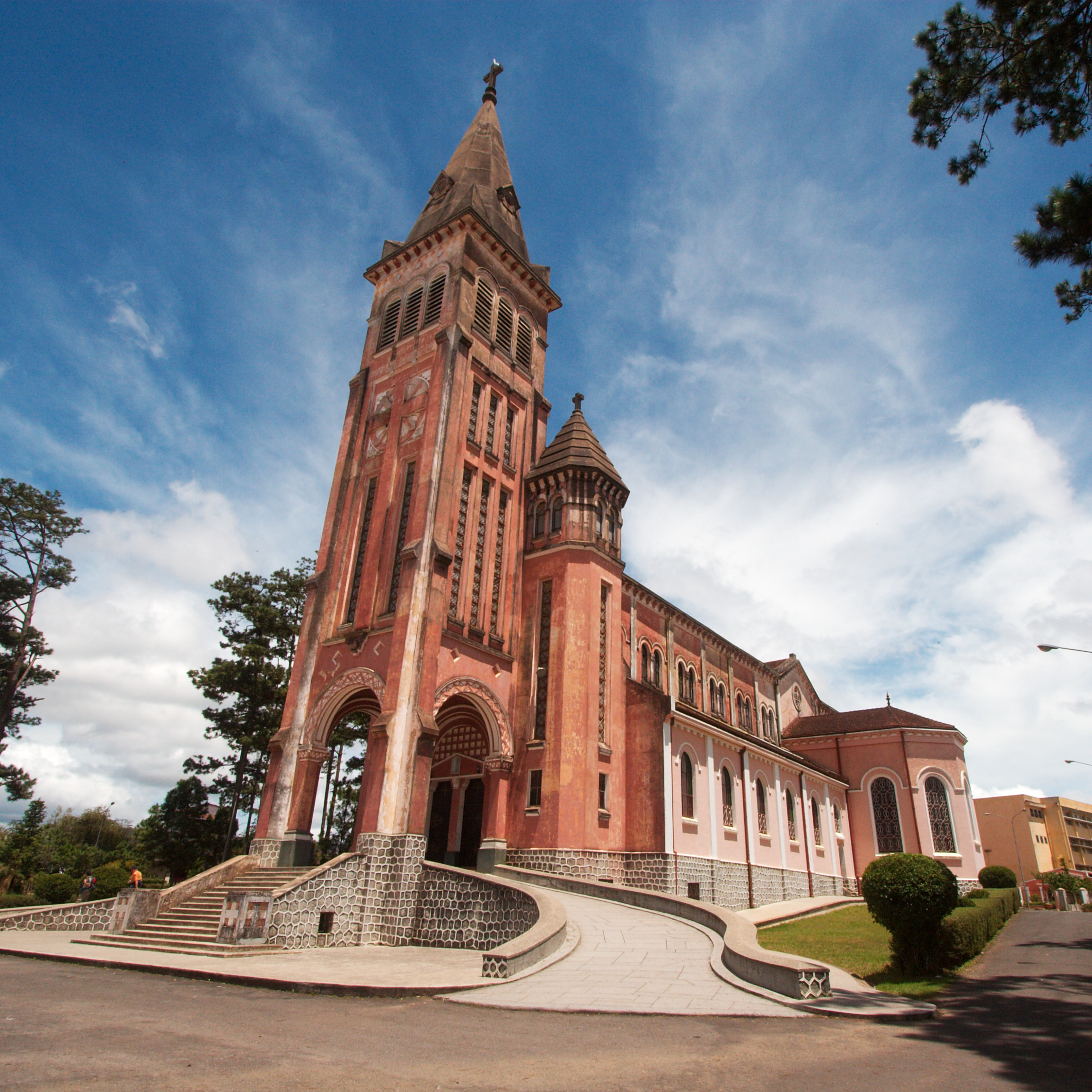
Nhà thờ chính tòa Đà Lạt, còn được gọi Nhà thờ Con Gà, khánh thành năm 1942.

Do những đặc điểm trong quá trình hình thành cộng đồng dân cư, đời sống tín ngưỡng và tôn giáo ở Đà Lạt rất đa dạng. Trên thành phố ngày nay có thể thấy sự hiện diện của 43 nhà thờ, tu viện Công giáo hay Tin Lành, 55 ngôi chùa và tịnh xá Phật giáo, 3 thánh thất Cao Đài cùng rất nhiều những ngôi đình làng nằm rải rác. Phần lớn cư dân Đà Lạt hiện nay là những người Việt đến từ nhiều vùng miền, vì thế có thể bắt gặp ở đây tất cả những hình thái tín ngưỡng phổ biến của người Việt như tục thờ cúng tổ tiên, tín ngưỡng Thành hoàng, tục thờ Mẫu, tục thờ gia thần... Nhưng điểm làm nên sự khác biệt giữa đời sống tín ngưỡng ở Đà Lạt với các vùng khác như miền Bắc và miền Trung chính là tuổi đời mới chỉ một thế kỷ của thành phố. Đà Lạt không có những ngôi từ đường cổ kính, các thôn làng ở đây không có những gốc tích xa xưa, những ngôi đình làng tuy xuất hiện dày đặc nhưng phần lớn đều mới được dựng lên cách đây chỉ 3, 4 thập kỷ và mang quy mô nhỏ. Ở nhiều ngôi đình, trên bàn thờ chính chỉ có một chữ "Thần" bằng chữ Hán và những người tham gia tế lễ cũng không biết danh tính, công đức của vị thánh mà mình thờ phụng. Đặc biệt, trong tín ngưỡng thờ Thành hoàng, những người có công mở làng lập ấp lại không được coi là Thành hoàng làng. Bên cạnh đó, đời sống tâm linh tại Đà Lạt còn có sự góp mặt của những hình thái tín ngưỡng dân gian thuộc các dân tộc thiểu số và cộng đồng người Hoa.
Hầu hết các tôn giáo lớn ở Việt Nam đều có mặt tại Đà Lạt, trong đó đạo Phật là tôn giáo có lượng tín đồ đông đảo nhất, tiếp đến là Công giáo, đạo Cao Đài và đạo Tin Lành. Các tôn giáo du nhập vào vùng cao nguyên Lâm Viên từ khá sớm và sự tăng trưởng về số lượng tín đồ, cơ sở thờ tự đều gắn liền với quá trình hình thành và phát triển của thành phố. Hầu như mỗi cuộc di dân đến đây đều đem lại cho Đà Lạt thêm một số lượng tín đồ cùng sự hình thành các cơ sở thờ tự mới. Có mặt sớm nhất ở Đà Lạt là Công giáo, xuất hiện ngay từ những ngày đầu xây dựng thành phố. Muộn hơn một chút là sự hoằng dương của Phật giáo rồi đến sự du nhập của đạo Tin Lành và đạo Cao Đài. Tuy hội đủ các loại hình tôn giáo khác nhau, nhưng các tôn giáo ở Đà Lạt chung sống hòa bình, trong gần 100 năm qua không hề có những xung đột tôn giáo. Nhiều thánh đường Công giáo nằm bên các chùa chiền và không xa có thể là một thánh thất Cao Đài. Bên cạnh sứ mệnh mở mang tôn giáo, những người tu hành của Thiên Chúa giáo, Tin Lành và Phật giáo ở Đà Lạt còn tham gia vào các hoạt động xã hội, đặc biệt trong lĩnh vực từ thiện nhân đạo. Rất nhiều những ngôi trường, cô nhi viện của thành phố xuất phát từ các cơ sở do những tổ chức tôn giáo thành lập. Theo số liệu của Ủy ban nhân dân thành phố Đà Lạt vào năm 2002, có khoảng 63% số hộ và 67% số nhân khẩu ở thành phố là tín đồ của Phật giáo, Cao Đài, Công giáo, hoặc Tin Lành.

### Kiến trúc

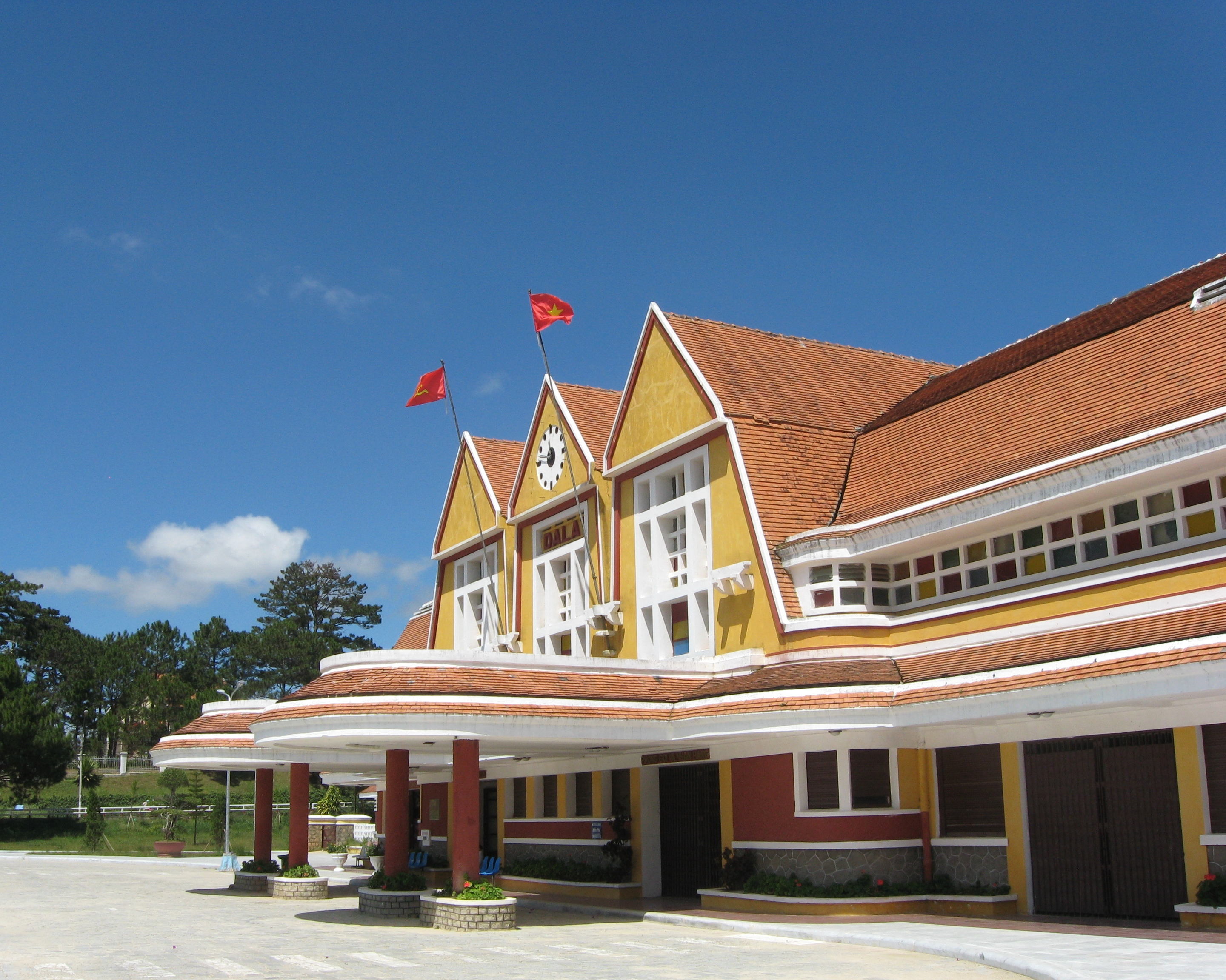
Nhà ga xe lửa Đà Lạt, xây dựng từ năm 1932 đến năm 1938, ngày nay trở thành một địa điểm du lịch.

Đà Lạt là đô thị duy nhất ở Việt Nam được quy hoạch bài bản ngay từ khi hình thành. Vào năm 1906, khi nơi đây vẫn còn là một địa điểm hoang vắng, thị trưởng đầu tiên của Đà Lạt Paul Champoudry đã thiết lập một đồ án tổng quát kèm theo Dự án chỉnh trang và phân lô cho thành phố tương lai, áp dụng phương pháp quy hoạch phân khu chức năng rất hiện đại thời kỳ đó. Năm 1921, thời điểm công cuộc kiến thiết thành phố bước vào giai đoạn mạnh mẽ nhất, kiến trúc sư nổi tiếng Ernest Hébrard nhận nhiệm vụ xây dựng đồ án quy hoạch với định hướng Đà Lạt có thể trở thành thủ đô của Liên bang Đông Dương trong tương lai. Đặc biệt quan tâm tới vấn đề bảo vệ cảnh quan và bố cục không gian thẩm mỹ của thành phố, Ernest Hébrard đã sử dụng dòng suối Cam Ly như trục cảnh quan trung tâm, kết hợp cùng hệ thống các hồ nước nhân tạo. Bố cục chính của thành phố được tổ chức dựa trên trục cảnh quan này và mỗi hồ nước là một trung tâm cảnh quan của các công trình trong một phân khu chức năng. Sau hơn 10 năm áp dụng đồ án Hébrard, đến năm 1933, kiến trúc sư Louis Georges Pineau đưa ra nghiên cứu "Chỉnh trang thành phố Đà Lạt" với những quan niệm thực tế hơn. Louis Georges Pineau kế thừa ý tưởng của Ernest Hébrard, đề nghị mở rộng hơn nữa các hồ nước và công viên, bố trí các khu vực xây dựng phù hợp với cảnh trí, khí hậu địa phương, và thiết lập một vùng bất kiến tạo rộng lớn để bảo vệ tầm nhìn về hướng núi Lang Biang. Năm 1940, trong "Tiền dự án chỉnh trang và phát triển Đà Lạt", kiến trúc sư Mondet đề ra phương án không kéo dài thành phố, mà tổ chức hợp nhóm lại và mở rộng bằng cách ưu tiên sử dụng những lô đất gần trung tâm. Đồ án của Mondet tuy không được áp dụng nhưng đã được kiến trúc sư Jacques Lagisquet kế thừa trong "Chương trình chỉnh trang và phát triển Đà Lạt" năm 1943. Vẫn giữ ý tưởng của Ernest Hébrard về một "thành phố phong cảnh", nhưng Jacques Lagisquet quy hoạch xây dựng những khu trung tâm hành chính, thương mại, khu vực khách sạn, bệnh viện, trường học... để tạo nên một Đà Lạt nhiều sức sống và những trung tâm hoạt động hấp dẫn thu hút dân chúng. Tuy có những quan điểm khác biệt, nhưng các đồ án quy hoạch của Hébrard, Pineau, Mondet và Lagisquet mang tính kế thừa lẫn nhau và chung một ý tưởng xuyên suốt: Đà Lạt là một thành phố du dịch với cảnh quan thiên nhiên tươi đẹp.
Thành phố Đà Lạt được ví như một bảo tàng kiến trúc phương Tây đầu thế kỷ 20 với nhiều công trình nổi tiếng và những biệt thự xinh đẹp. Các công trình kiến trúc tiêu biểu nơi đây đều chọn lựa bố cục tổng thể theo hình khối nằm ngang ổn định, gắn kết chặt chẽ với địa hình và hòa hợp với thiên nhiên. Những công trình xây dựng dưới thời thuộc địa đều có cơ sở thiết kế phù hợp với điều kiện tự nhiên của địa phương và điều kiện sinh hoạt của cư dân. Trải qua một thời gian dài xây dựng thành phố, phong cách kiến trúc đã có nhiều thay đổi, từ phong cách kiến trúc thuộc địa tiền kỳ đơn giản với những cửa cuốn vòm và hành lang bao quanh, tới phong cách Tân cổ điển với những trang trí phong phú, đến phong cách kiến trúc địa phương Pháp của những ngôi biệt thự, và phong cách kiến trúc Hiện đại với nhiều hình khối, bố cục phi đối xứng ở các dinh thự. Tuy Đà Lạt mang đậm dấu ấn của những kiến trúc sư người Pháp, nhưng các nhà kiến trúc này khi thiết kế những công trình cho Đà Lạt cũng đã chịu ảnh hưởng của đặc điểm thiên nhiên, đặc biệt là các điều kiện về khí hậu thời tiết, cảnh quan môi trường nơi đây. Hiện tượng giao thao này đã đem lại cho Đà Lạt một phong cách kiến trúc riêng độc đáo và nhiều bản sắc. Tuy vậy, sau nhiều thập niên phát triển thiếu quy hoạch và buông lỏng quản lý, kiến trúc đặc sắc của Đà Lạt đã chịu nhiều biến dạng. Tình trạng xây cất trái phép, không phù hợp với quy hoạch, lấn chiếm những khu vực trống, tàn phá rừng nội ô... khiến bộ mặt kiến trúc đô thị của Đà Lạt ngày nay trở nên nhem nhuốc. Không ít công trình kiến trúc giá trị không được bảo tồn tốt phải hứng chịu sự tàn phá của thời gian. Trong khắp thành phố, nhiều ngôi biệt thự cổ bị bỏ hoang hoặc biến thành chung cư, nhà trọ. Năm 2010, chính quyền tỉnh Lâm Đồng thông báo quyết định mời một nhóm kiến trúc sư thuộc Viện Thiết kế quy hoạch đô thị Paris và một công ty thiết kế quy hoạch khác của Pháp thực hiện quy hoạch lại Đà Lạt.

Công trình kiến trúc Đà Lạt
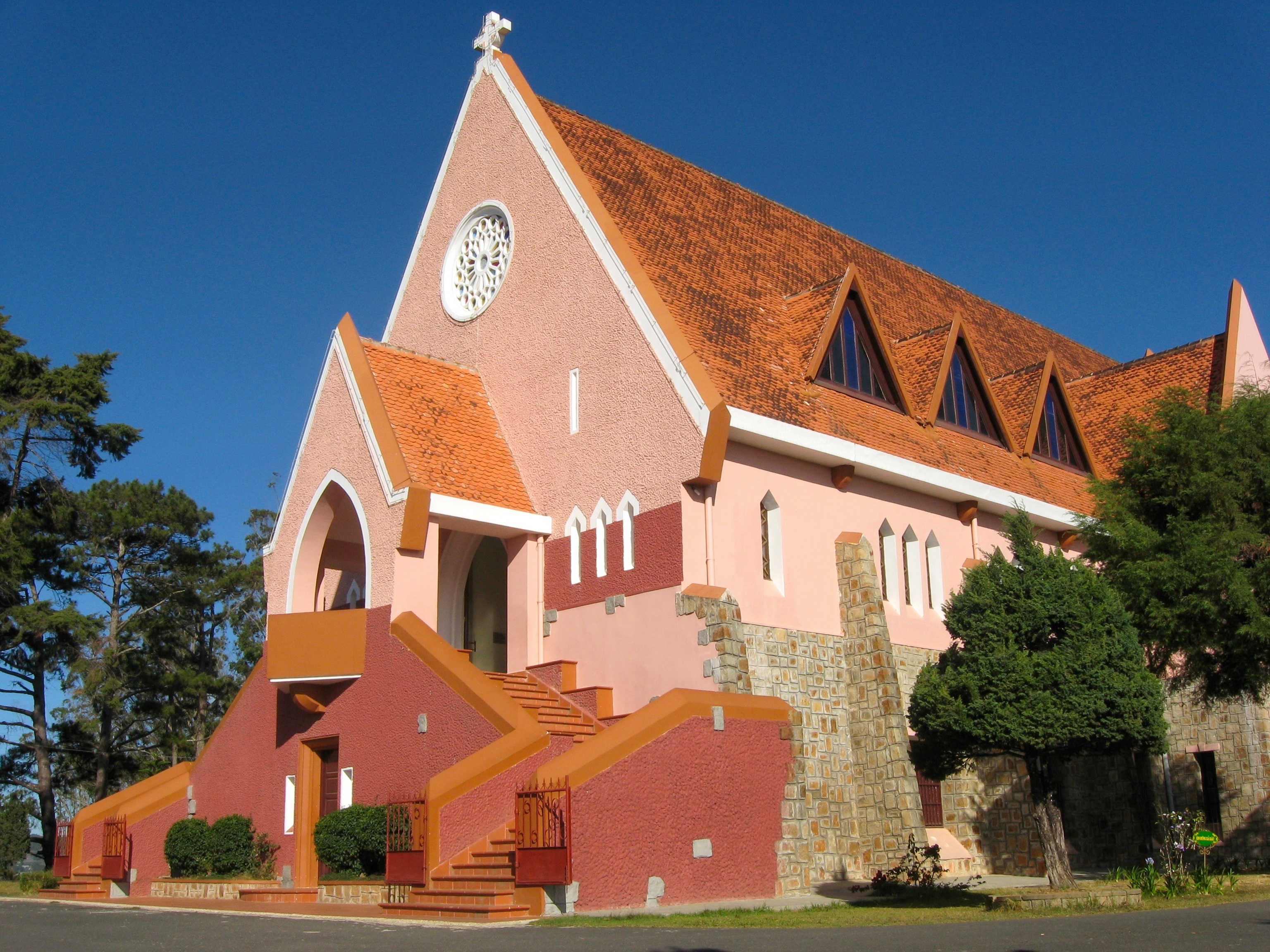
Nhà thờ Domaine de Marie
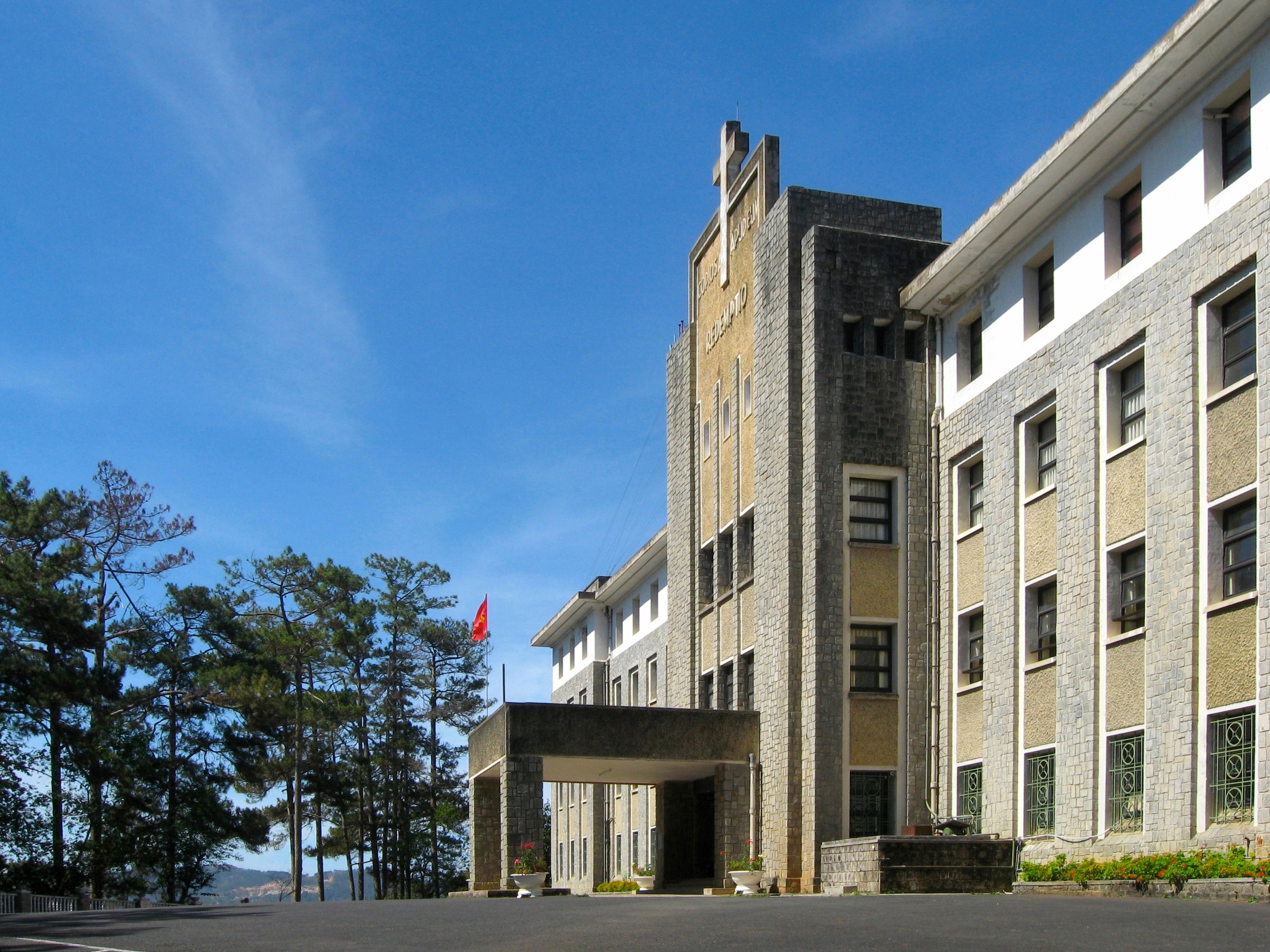
Viện Sinh học Tây Nguyên
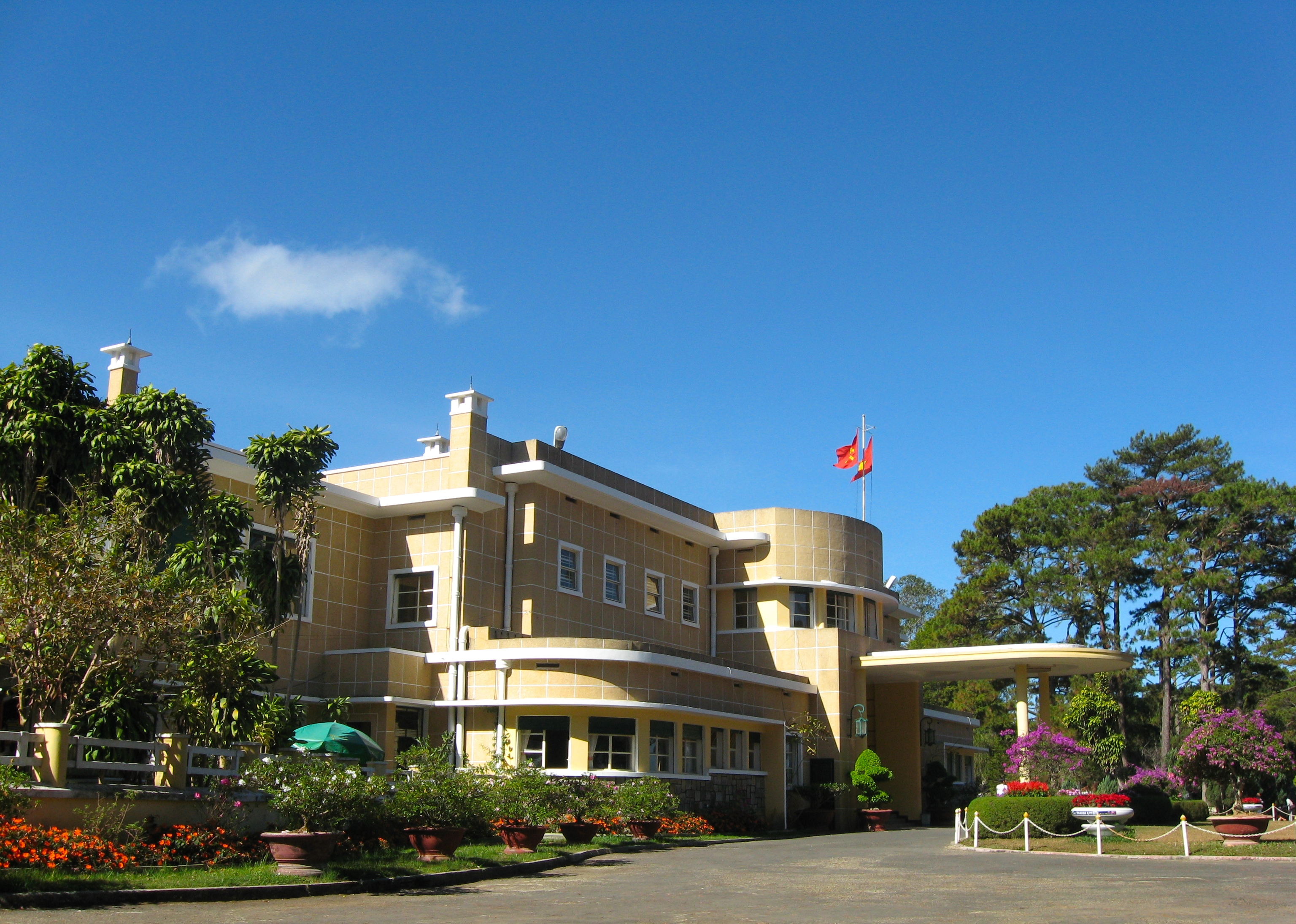
Dinh Bảo Đại
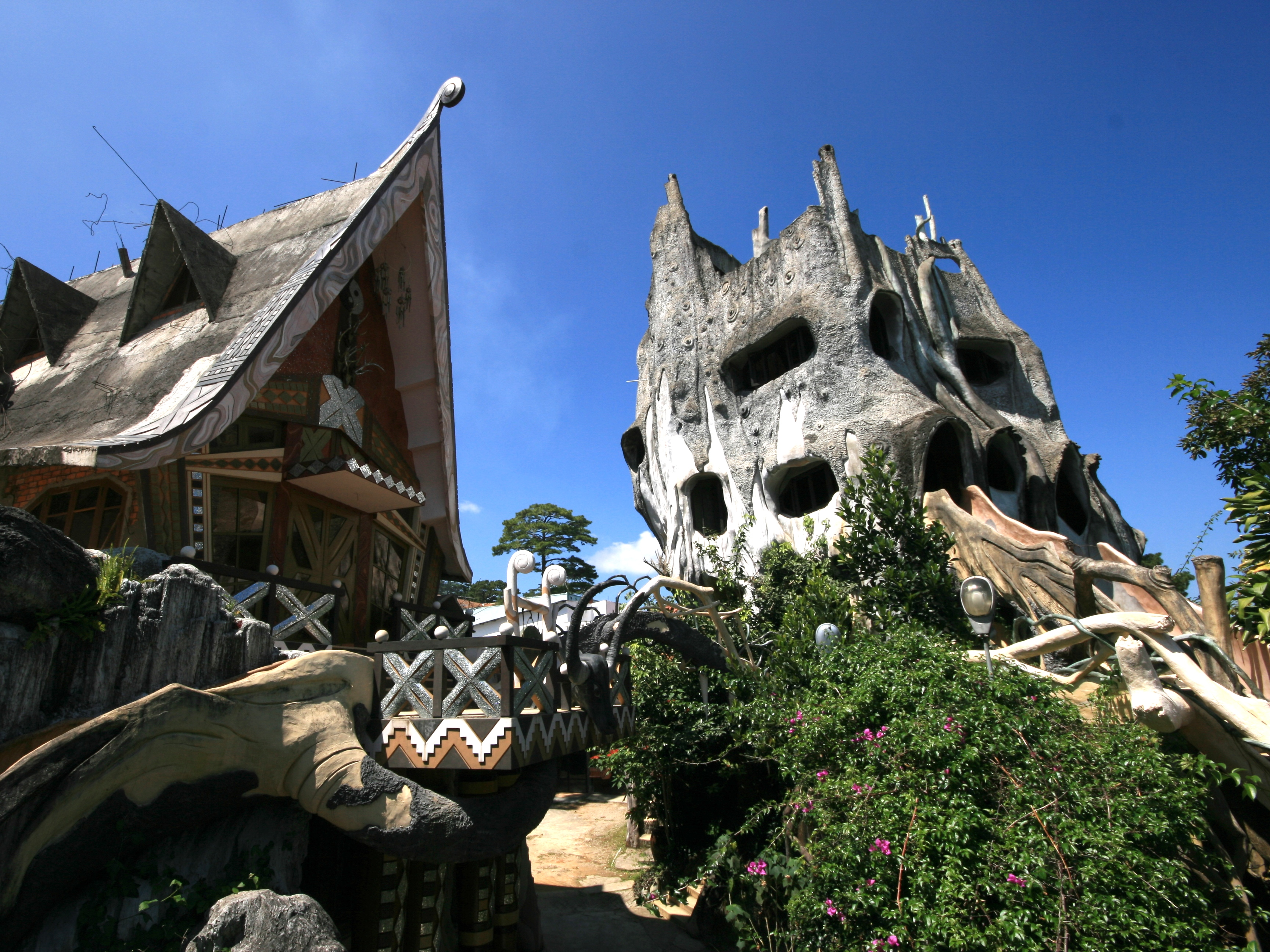
Biệt thự Hằng Nga
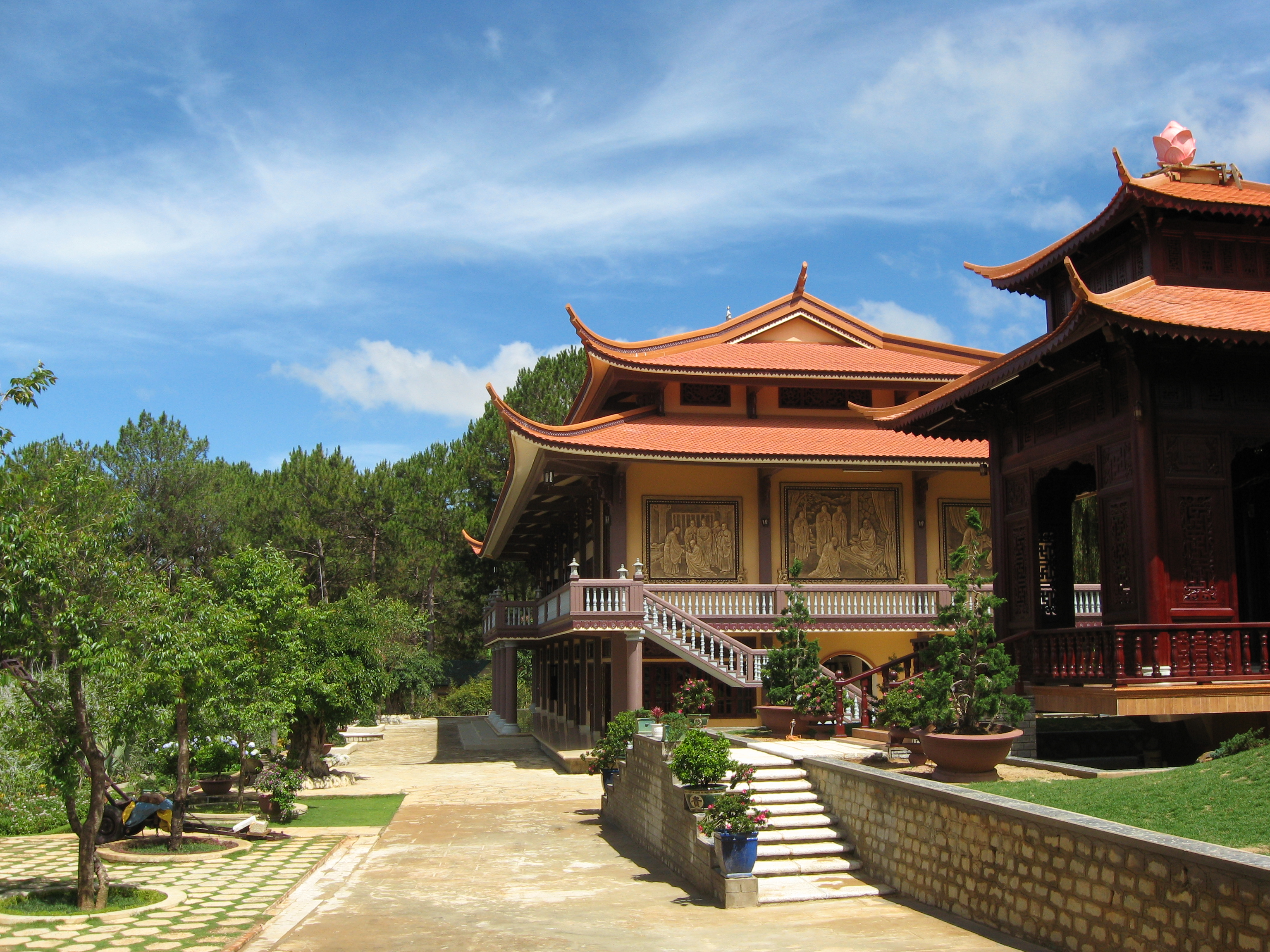
Thiền viện Trúc Lâm Đà Lạt

### Địa điểm văn hóa

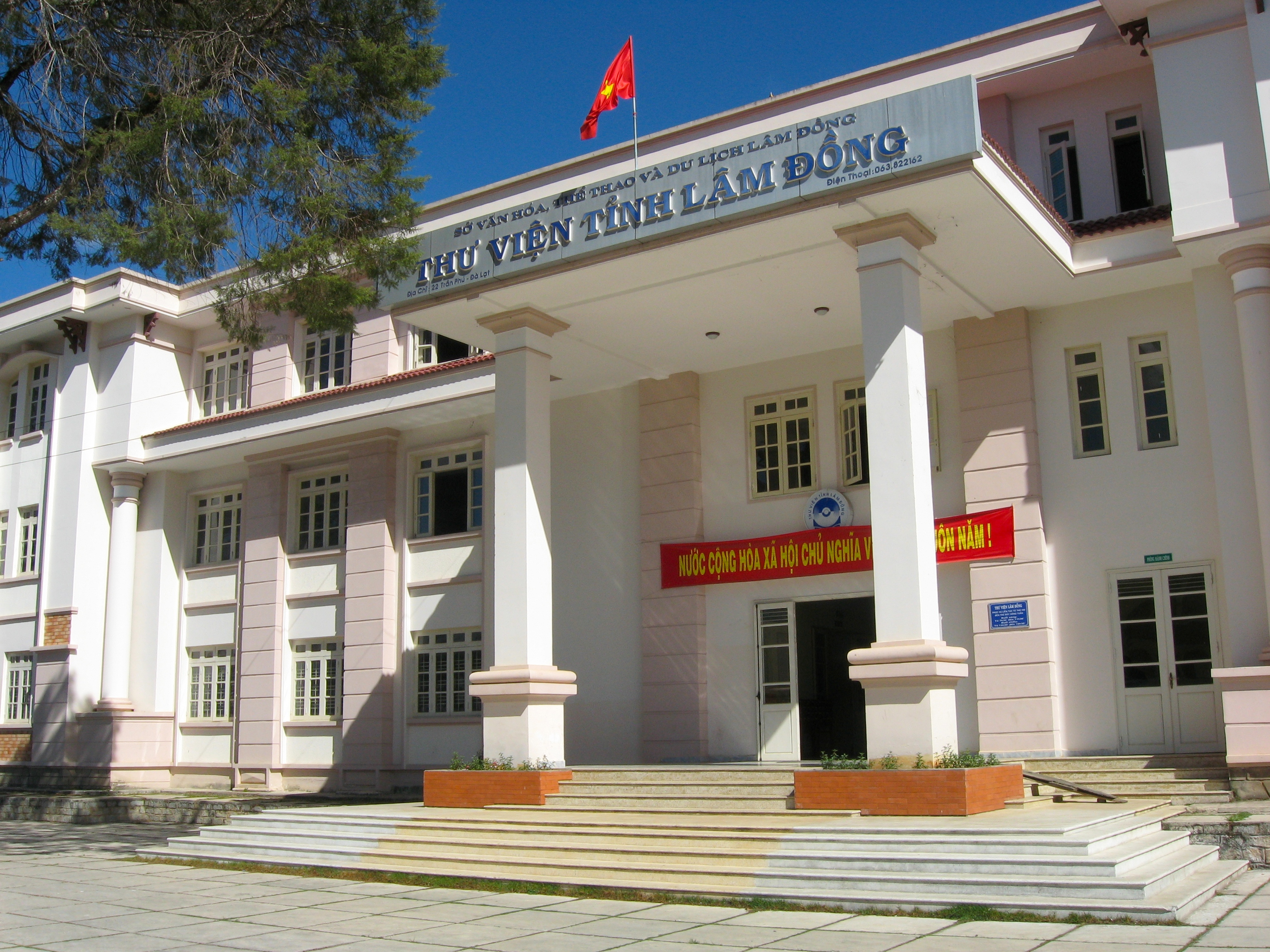
Thư viện Lâm Đồng, thư viện duy nhất của Đà Lạt nếu không tính các thư viện trong cơ quan, trường học.

Mặc dù là một thành phố du lịch nổi tiếng, đô thị trung tâm của vùng Tây Nguyên, Đà Lạt lại rất thiếu vắng các địa điểm văn hóa và giải trí. Thành phố chỉ có một bảo tàng, một rạp chiếu phim (Cinestar) và có một nhà hát hay sân khấu (Dalat Opera House). Trước đây, dù dân số Đà Lạt chỉ khoảng 70 ngàn người, thành phố có đến 4 rạp chiếu phim, gồm rạp Hòa Bình hay rạp 3-4, rạp Ngọc Lan, rạp Ngọc Hiệp, và một rạp mini trên đường Trương Công Định. Sau năm 1975, Đà Lạt còn có thêm rạp hát của Nhà Thiếu nhi. Nhưng cùng với thời gian, bốn rạp chiếu phim đã bị phá bỏ, thay thế bởi các khách sạn hoặc công trình khác. Thành phố hiện nay chỉ còn lại rạp 3-4, xây dựng cách đây hơn nửa thế kỷ. Mặc dù vậy, rạp chiếu này cùng khu Hòa Bình cũng bị dự định dỡ bỏ để quy hoạch lại. Các thiết chế văn hóa chủ yếu ở Đà Lạt ngày nay còn có Thư viện tỉnh Lâm Đồng, Bảo tàng Lâm Đồng và Nhà Thiếu nhi Lâm Đồng.
Thư viện tỉnh Lâm Đồng nằm ở số 22 đường Trần Phú, vốn là Thư viện Đà Lạt thành lập từ năm 1958 trên cơ sở tiếp quản toàn bộ khuôn viên tòa thị chính thị xã Đà Lạt. Sau năm 1975, cơ sở này được giao cho cơ quan văn hóa quản lý. Năm 1976, Thư viện tỉnh Lâm Đồng được thành lập dựa trên nền tảng Thư viện Đà Lạt và hàng ngàn bản sách do Thư viện Hà Giang gửi tặng. Hiện nay, thư viện lưu giữ trên 200.000 bản sách và hàng chục ngàn bản báo và tạp chí, phục vụ 35.397 lượt độc giả trong năm 2011. Năm 1978, Bảo tàng tỉnh Lâm Đồng được thành lập với các hiện vật về dân tộc học từ một số bộ sưu tập cá nhân và của chính quyền Việt Nam Cộng hòa để lại. Vào thời điểm ra đời, bảo tàng nằm ở số 31 đường Trần Bình Trọng. Sau nhiều lần thay đổi địa điểm, năm 1999, Bảo tàng Lâm Đồng chuyển về số 4 đường Hùng Vương, vốn là biệt thự của điền chủ Nguyễn Hữu Hào, cha của Hoàng hậu Nam Phương. Ngày nay, Bảo tàng Lâm Đồng được xem như bảo tàng tổng hợp về khảo cứu địa phương, lưu giữ khoảng hơn 15.000 hiện vật về các nghiên cứu, phát hiện khảo cổ học, dân tộc học, lịch sử và hai cuộc chiến tranh. Năm 2011, nơi đây đã đón 16.949 lượt khách tới tham quan.

### Cơ quan truyền thông
Từ năm 1949, thành phố Đà Lạt đã có đài phát thanh, Radio Dalat là một trong bốn đài phát thanh thành lập đầu tiên ở Việt Nam. Trước đó, vào tháng 8 năm 1945, Ủy ban khởi nghĩa Đà Lạt - Lâm Viên từng thiết lập một trạm truyền thanh trong một căn phòng nhỏ ở trước chợ trung tâm Đà Lạt, ngày nay là rạp 3-4, dùng cho mục đích tuyên truyền. Radio Dalat thời gian đầu được đặt trên tầng ba của khách sạn Hôtel du Parc, phát thanh hàng ngày bằng ba thứ tiếng Việt, Pháp và Cơ Ho. Tháng 4 năm 1975, quân đội miền Bắc tiến vào Đà Lạt, tiếp quản cơ sở của Đài Phát thanh Đà Lạt, thiết lập nên Đài Phát thanh Đà Lạt giải phóng. Nhờ sự trợ giúp kỹ thuật của Truyền hình Việt Nam, tháng 9 năm 1977, một trạm tiếp sóng truyền hình được xây dựng tại nhà thờ Dòng Chúa Cứu Thế thuộc Phường 7, tiếp sóng kênh 9 Đài Truyền hình Thành phố Hồ Chí Minh. Năm 1984, Ủy ban Nhân dân tỉnh quyết định đổi tên Đài Phát thanh Lâm Đồng thành Đài Phát thanh – Truyền hình Lâm Đồng. Hiện nay, cùng với việc tiếp phát sóng của hai đài quốc gia, chương trình truyền hình của Đài Phát thanh – Truyền hình Lâm Đồng phát sóng 11 giờ mỗi ngày, chương trình phát thanh phát sóng 7 giờ mỗi ngày. Bên cạnh Đài Phát thanh – Truyền hình Lâm Đồng, thành phố Đà Lạt còn có Đài Truyền thanh – Truyền hình Đà Lạt, nằm ở số 4 đường Thủ Khoa Huân. Là trung tâm hành chính của Lâm Đồng, ở Đà Lạt có sự hiện diện của nhiều tờ báo, tạp chí của tỉnh, trong đó quan trọng nhất là Báo Lâm Đồng. Tờ báo này ra số đầu tiên vào ngày 19 tháng 8 năm 1977, hiện nay phát hành 3 số mỗi tuần vào thứ ba, thứ năm và thứ bảy. Báo Lâm Đồng cũng có một ấn bản điện tử cập nhật hàng tuần vào ngày thứ sáu với nội dung tổng hợp từ tin bài của các số báo in. Ngoài ra, báo chí Đà Lạt có thể kể đến các tờ tạp chí Thông tin Khoa học và Công nghệ của Sở Khoa học và Công nghệ, tạp chí Lang Bian của Hội Văn học Nghệ thuật Lâm Đồng, tạp chí Du lịch Đà Lạt của Sở Du lịch và Thương mại.

### Lễ hội
Đà Lạt là nơi tổ chức nhiều lễ hội diễn ra như Festival Hoa Đà Lạt, Lễ hội đồi cỏ hồng, Lễ hội mưa,...
Năm 2022, Lần đầu tiên Đà Lạt tổ chức lễ hội Festival hoa Đà Lạt 2022 kéo dài 2 tháng từ ngày 1/11/2022 đến 31/12/2022 với chủ đề " Đà Lạt - Thành phố bốn mùa hoa".

### Đà Lạt với nghệ thuật

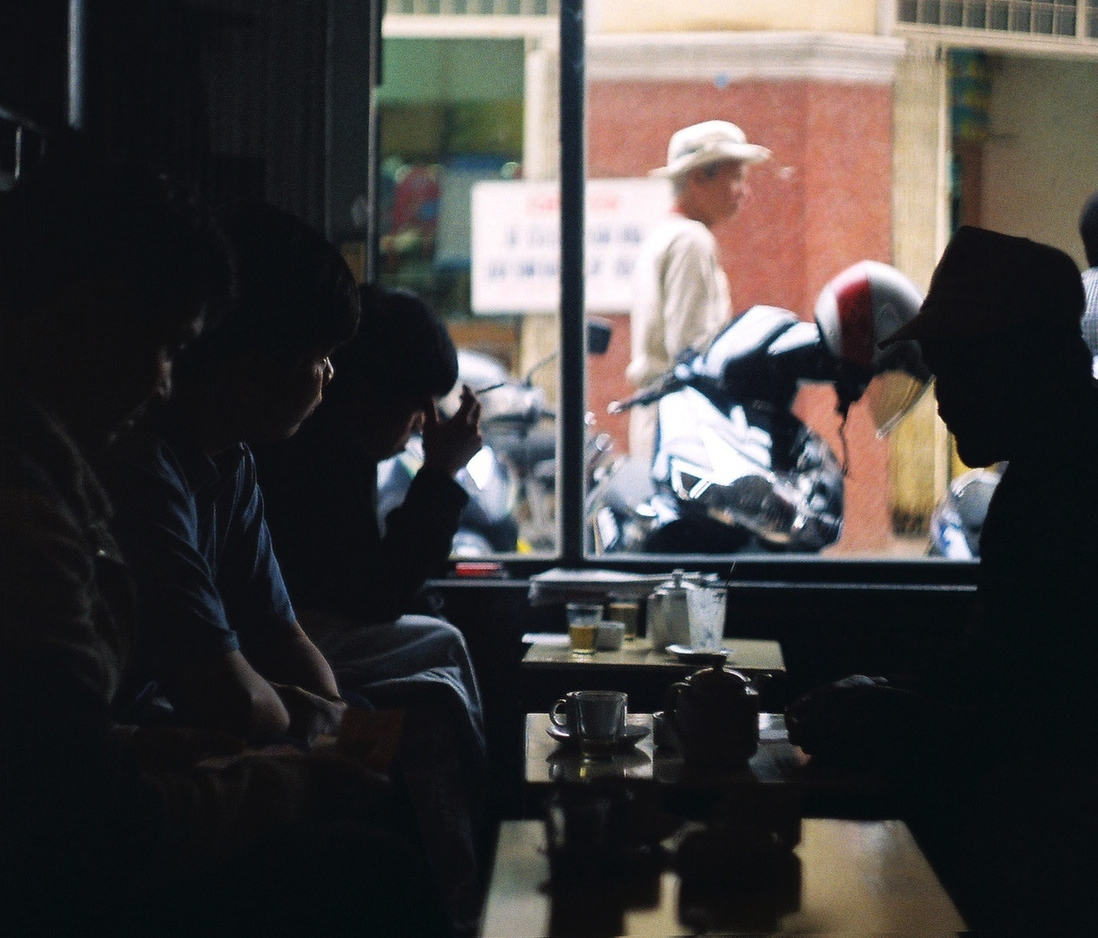
Quán Café Tùng ở trung tâm thành phố, nơi cặp nghệ sĩ Lê Uyên & Phương, hay Khánh Ly và Trịnh Công Sơn nhiều lần hẹn hò, gặp gỡ.

Thành phố Đà Lạt thơ mộng là nguồn cảm hứng cho rất nhiều tác phẩm nghệ thuật, đặc biệt trong các lĩnh vực âm nhạc, nhiếp ảnh và văn chương. Những tác phẩm đầu tiên viết về Đà Lạt chủ yếu là nhật ký và ghi chép của các nhà thám hiểm như bác sĩ Paul Néis, trung úy Albert Septans, bác sĩ Alexandre Yersin... tất cả đều được viết bằng tiếng Pháp. Tác phẩm về Đà Lạt đầu tiên của người Việt có lẽ là Lâm Viên hành trình nhật ký của Đoàn Đình Duyệt, Thượng thư Bộ công của triều đình Huế, người lên Đà Lạt năm 1917 để nghiên cứu việc xây dựng hành cung. Khi nơi đây dần trở thành một thành phố, trên báo chí bắt đầu xuất hiện những bài viết, phóng sự về Đà Lạt. Trong lĩnh vực thi ca, ghi lại dấu ấn trong giai đoạn đầu này là hai bài thơ Đà Lạt trăng mờ của Hàn Mặc Tử và Đà Lạt đêm sương của Quách Tấn. Khoảng thời gian 1954 đến 1975, khi Đà Lạt là một trong những trung tâm tri thức của miền Nam Việt Nam, các tác phẩm với bối cảnh thành phố cũng ra đời nhiều hơn, như truyện dài Hoa bươm bướm của Võ Hồng, Vòng tay học trò của Nguyễn Thị Hoàng, Con đường của Nguyễn Đình Toàn, các tiểu thuyết Tóc Mây và Thung lũng tình yêu của Lệ Hằng hay tập truyện ngắn Bay đi những cơn mưa phùn của Phạm Công Thiện. Đà Lạt cũng là nơi các nhà văn, nhà thơ nổi tiếng đương thời như Nhất Linh, Vũ Hoàng Chương, Bùi Giáng... thường ghé qua.

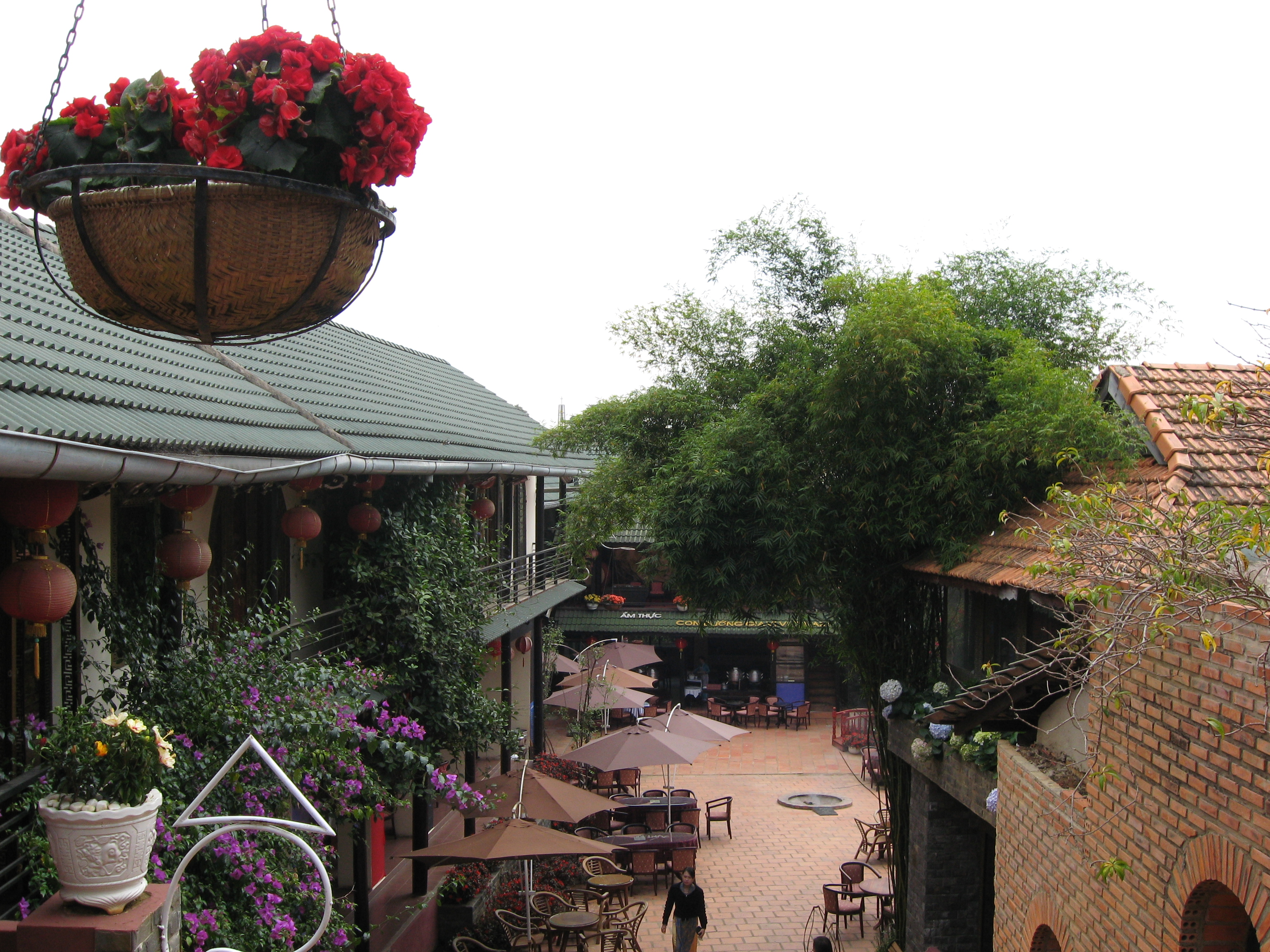
Một khu vực trong XQ Sử quán, nơi đây giới thiệu cho du khách nghề thêu tay truyền thống của thành phố Đà Lạt

Với âm nhạc, trong rất nhiều các tác phẩm viết về Đà Lạt, có thể kể đến những ca khúc nổi tiếng như "Cỏ hồng" của Phạm Duy, "Thành phố buồn" của Lam Phương, "Thương về miền đất lạnh" và "Đà Lạt hoàng hôn" của Minh Kỳ, "Còn nắng trên đồi", "Hãy ngồi xuống đây", "Vũng lầy của chúng ta" của Lê Uyên Phương, "Tuổi đá buồn" của Trịnh Công Sơn hay "Ai lên xứ hoa đào", "Bài thơ hoa đào", "Đà Lạt mưa bay" (phổ thơ Ngô Xuân Hậu) của Hoàng Nguyên, "Giã từ Đà Lạt" của Duy Khánh, "Đồi thông hai mộ" của Hồng Vân, "Bài thánh ca buồn" (Nguyễn Vũ), "Đà Lạt lập đông" của Thế Hiển, "Đà Lạt bâng khuâng nỗi nhớ" của Nguyễn Thừa Thiên, "Đà Lạt sầu đông" của Huy Liêu, "Đà Lạt chiều mưa" của Y Nguyên, "Đà Lạt chờ đông" (phổ thơ Thanh Dalat) của Vĩnh Nguyên và "Lên Đà Lạt cùng em" của Ân Nhi. Đà Lạt cũng là thành phố gắn bó với nhiều nhạc sĩ, nghệ sĩ tên tuổi của tân nhạc Việt Nam. Trong những năm đầu sự nghiệp, nữ danh ca Khánh Ly sống tại Đà Lạt và hát cho các phòng trà nơi đây. Năm 1964, Khánh Ly gặp nhạc sĩ Trịnh Công Sơn trong quán Café Tùng và cuộc hội ngộ này đã tạo nên một cặp đôi nổi tiếng của âm nhạc Việt Nam. Quán Café Tùng – ngày nay vẫn nằm trong trung tâm thành phố Đà Lạt. Một cặp đôi khác cũng gặp gỡ tại Đà Lạt và gắn liền tên tuổi với thành phố này là nhạc sĩ Lê Uyên Phương và ca sĩ Lê Uyên.
Phong cảnh và con người Đà Lạt, Lâm Đồng đã trở thành đề tài khai thác của rất nhiều nhiếp ảnh gia Việt Nam. Những năm gần đây, không ít những triển lãm với đề tài Đà Lạt đã được tổ chức tại chính thành phố hoặc ở những đô thị khác. Triển lãm ảnh "Đà Lạt xưa" với sự tham gia của các nhiếp ảnh gia danh tiếng của Việt Nam và nước ngoài được tạp chí Xưa & Nay tổ chức tại khách sạn Sammy Đà Lạt năm 2008. Năm 2010, triển lãm ảnh "Đà Lạt - Cadasa" tại Công trường Lam Sơn, Thành phố Hồ Chí Minh, đã trưng bày tác phẩm của những nữ nghệ sĩ nhiếp ảnh về các biệt thự cổ vừa được trùng tu trên đường Trần Hưng Đạo, phản ảnh sự hồi sinh của quần thể biệt thự cổ và ý thức về trách nhiệm giữ gìn di sản kiến trúc, văn hóa và lịch sử. Năm 2010, những bức ảnh về Đà Lạt được đưa đến tham dự triển lãm tại thành phố Nam Ninh, Trung Quốc nhằm mang hình ảnh của "Đà Lạt - thành phố hoa" đến với ASEAN. Đây là hội chợ triển lãm những thành phố đẹp thuộc các nước ASEAN diễn ra hàng năm tại Trung Quốc và Đà Lạt là thành phố Việt Nam được chọn triển lãm nhằm giới thiệu, trưng bày, quảng bá những hình ảnh địa phương tới du khách. Vào năm 2000, tại Liên hoan ảnh nghệ thuật quốc tế Hasselblad Austrian Super Circuit ở Áo, câu lạc bộ Nhiếp ảnh Đà Lạt đã được ban tổ chức tặng Cúp vàng và bình chọn là câu lạc bộ có bộ ảnh dự thi đẹp nhất trong số 41 ngàn bức ảnh từ hơn 120 nước trên thế giới.
Trong lĩnh vực nghệ thuật thứ bảy, Đà Lạt là nơi lý tưởng mà nhiều đạo diễn truyền hình và điện ảnh trong nước chọn làm địa điểm quay phim. Thành phố thu hút các nhà làm phim nhờ giá sinh hoạt tương đối thấp và dễ dàng tìm được bối cảnh cho những cảnh quay đẹp. Một lý do khác, khí hậu mát mẻ, dễ chịu của Đà Lạt cũng tạo nhiều thuận lợi trong việc làm phim. Với những lợi thế để trở thành một phim trường thực sự, bao gồm phong cảnh thiên nhiên ưu đãi và những thắng cảnh, không gian những tòa kiến trúc, biệt thự, Đà Lạt từng có dự án đầu tư một phim trường và khu công viên nghệ sĩ tại Khu du lịch hồ Tuyền Lâm, tuy vậy đến thời điểm 2011, dự án này vẫn chưa được triển khai. Trong lịch sử điện ảnh Việt Nam, có thể thấy không ít những bộ phim lấy bối cảnh Đà Lạt, trong số đó có thể kể đến như Con ma nhà họ Hứa (1973), Giỡn mặt tử thần (1975), Tình nhỏ làm sao quên (1993), Khi yêu đừng quay đầu lại (2010), Taxi, em tên gì? (2016), Bí mật của gió (2020),...

## Du lịch

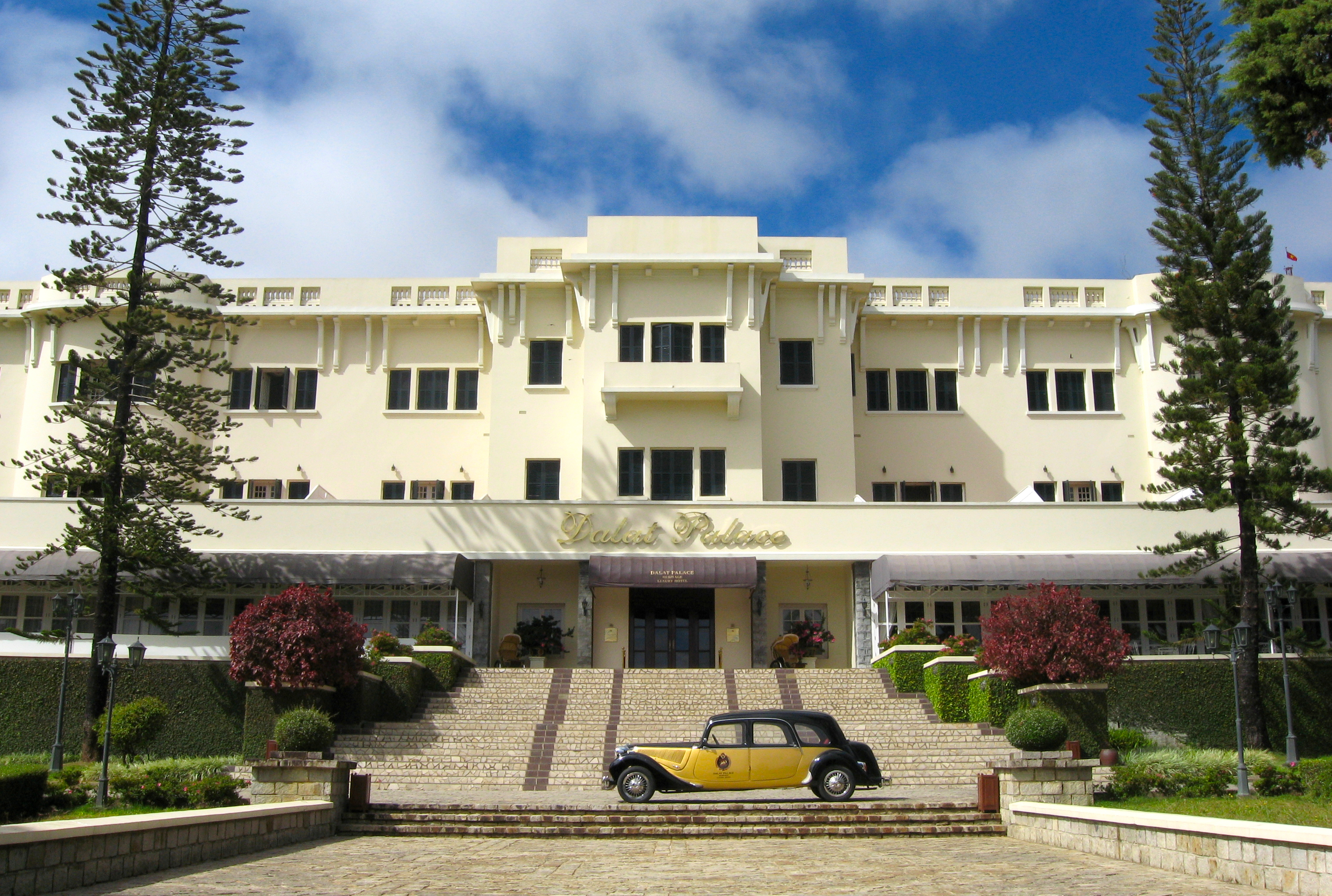
Khách sạn Dalat Palace, trước đây mang tên Sofitel Dalat Palace, một trong những khách sạn lâu đời và sang trọng nhất của Đà Lạt.

Ở Việt Nam, Đà Lạt từ lâu đã là một thành phố du lịch nổi tiếng. Khí hậu mát mẻ, tài nguyên thiên nhiên và nhân văn phong phú giúp thành phố mỗi năm thu hút hàng triệu du khách tới thăm viếng và nghỉ dưỡng. Sau một thời gian trầm lắng của thập niên 1980, du lịch Đà Lạt thay đổi mạnh mẽ trong những năm gần đây. Vào thời điểm năm 2001, thành phố có 369 khách sạn gồm 4.334 phòng với sức chứa 15.821 khách, đến năm 2009 số cơ sở lưu trú tại Đà Lạt đã lên đến 673 cơ sở với hơn 11 ngàn phòng và sức chứa trên 38 ngàn khách. Tuy vậy, phần lớn các cơ sở lưu trú của thành phố có quy mô trung bình hoặc nhỏ, mang tính cá nhân, gia đình và thiếu chuyên nghiệp. Trong 673 cơ sở, chỉ 85 khách sạn đạt tiêu chuẩn 1 đến 5 sao và 11 khách sạn từ 3 đến 5 sao. Các khách sạn lớn tập trung chủ yếu ở khu vực Phường 1 và Phường 2, một số ít nằm rải rác ở các phường lân cận. Hiệu suất thuê phòng của các khách sạn tại Đà Lạt khoảng 30 đến 35% và phân bố không đều trong năm, tập trung vào các ngày lễ và kỳ nghỉ hè.

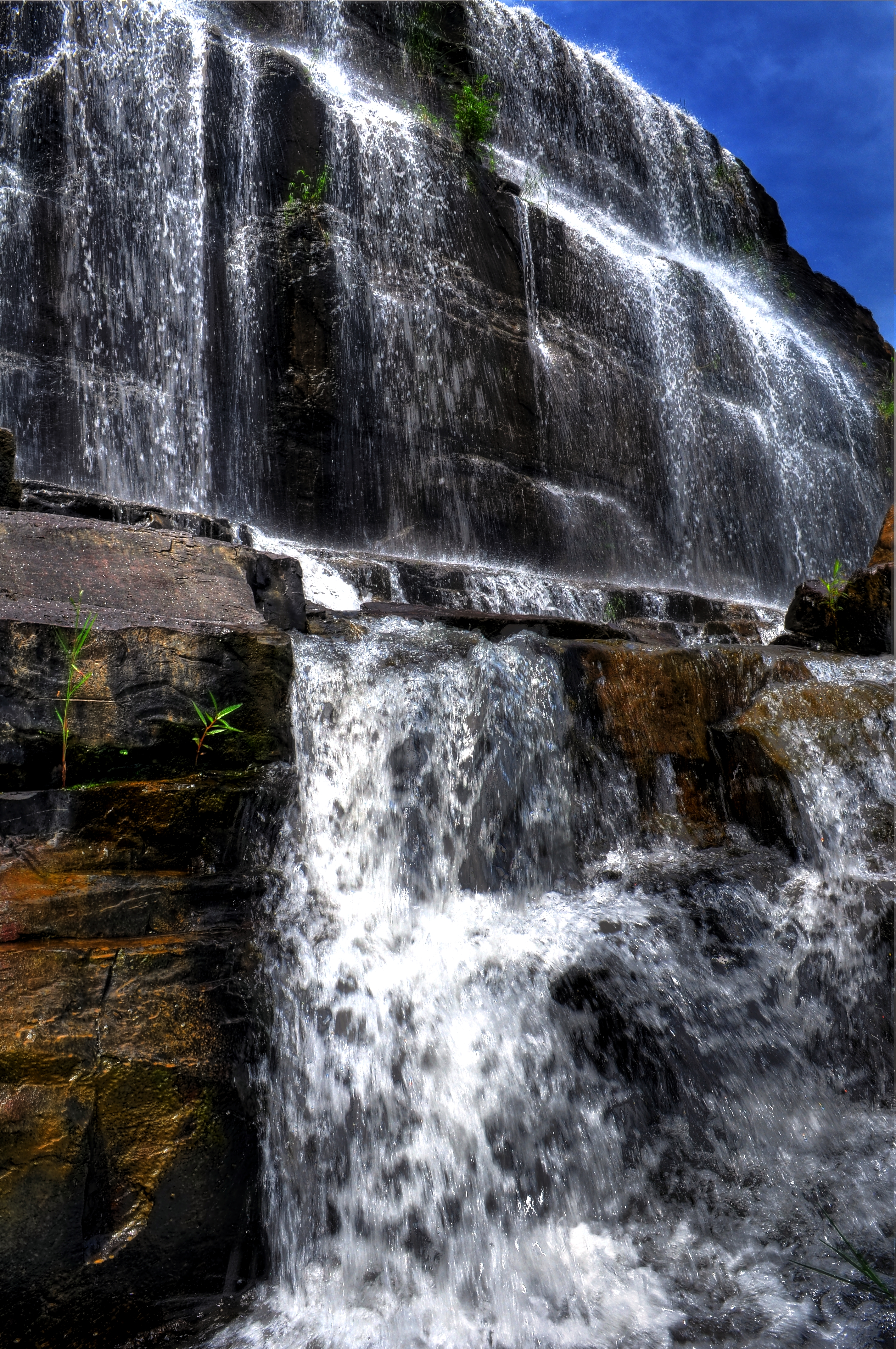
Thác Gougah ngày trước

So với các đô thị khác của Việt Nam, Đà Lạt là thành phố được thiên nhiên dành cho nhiều ưu ái. Những thắng cảnh của thành phố, nằm rải rác ở cả khu vực trung tâm lẫn vùng ngoại ô, như hồ Xuân Hương, đồi Cù, thung lũng Tình Yêu, hồ Than Thở, thác Prenn... từ lâu đã trở nên nổi tiếng. Các địa điểm như thung lũng Tình Yêu, hồ Than Thở hay thác Prenn đã mất đi nét hoang sơ bởi sự xuất hiện của quá nhiều hàng quán, khu trò chơi và cây cảnh. Thác Voi, một thắng cảnh khác không xa Đà Lạt, cũng bị ô nhiễm nặng do những người dân sinh sống ở vùng thượng nguồn thường xả rác và chất bẩn xuống dòng suối. Vào năm 2008, Sở Văn hóa Thông tin tỉnh Lâm Đồng đã có văn bản đề nghị Bộ Văn hóa, Thể thao và Du lịch rút tên hai thác Liên Khương và Gougah khỏi danh sách di tích quốc gia bởi cảnh quan hai danh thắng này đã bị thay đổi.

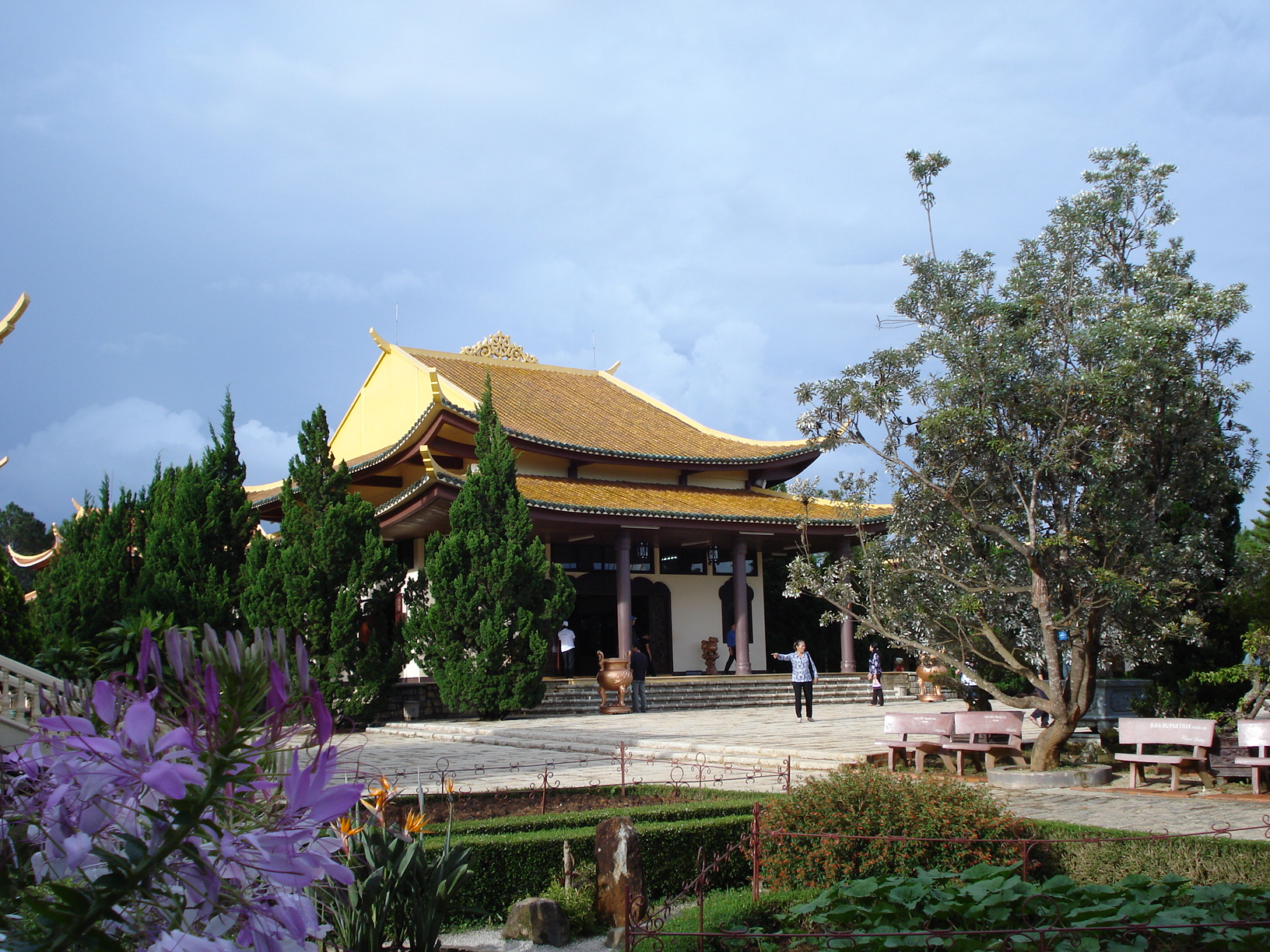
Chính điện Thiền viện Trúc Lâm Đà Lạt

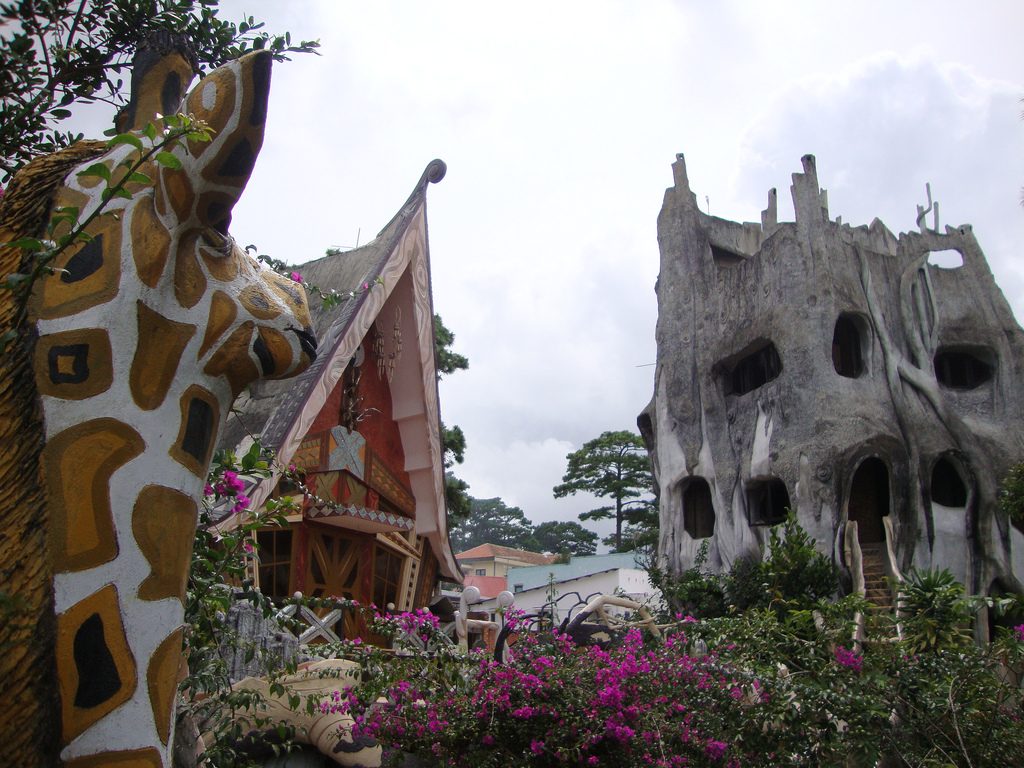
Bên ngoài biệt thự Hằng Nga

Lịch sử đã để lại cho Đà Lạt không ít những công trình kiến trúc giá trị, như những công sở, trường học, nhà thờ, tu viện, chùa chiền, công trình công cộng... cùng hàng ngàn biệt thự xinh đẹp hiện diện khắp thành phố. Qua thời gian, những dinh thự, biệt điện xưa kia từng thuộc về các nhân vật quyền lực, ngày nay được mở cửa đón khách viếng thăm. Ba dinh thự nổi tiếng của Đà Lạt trước đây đều là địa điểm du lịch, nhưng hiện nay chỉ Dinh III còn giữ chức năng này và tiếp tục thu hút du khách. Dinh II, hay còn gọi Dinh Toàn quyền, được dùng làm khách sạn, nơi hội thảo của chính quyền địa phương, còn Dinh I đã đóng cửa vài năm gần đây để sửa chữa. Một dinh thự khác của Đà Lạt, biệt điện Trần Lệ Xuân cũng trở thành điểm du lịch ngay từ năm 1964, ngày nay là Trung tâm Lưu trữ quốc gia IV, nơi lưu giữ Mộc bản triều Nguyễn. Bên cạnh những di sản kiến trúc Pháp, một vài công trình xây dựng những thập niên gần đây như thiền viện Trúc Lâm Đà Lạt, biệt thự Hằng Nga hay XQ Sử quán cũng đã trở thành địa điểm du lịch hấp dẫn. Khuôn viên nhà ga Đà Lạt, một trong những biểu tượng nổi tiếng của thành phố, trở thành bãi tập kết gốm sứ, cây cảnh và vườn rau bắp cải của người dân. Quần thể di tích kiến trúc Trường Cao đẳng Sư phạm không chỉ xuống cấp mà còn bị "chung cư hóa" bởi sự sinh hoạt của hơn 30 gia đình dân cư. Khu lăng mộ Nguyễn Hữu Hào từng bị bỏ hoang nhiều năm và trở thành địa điểm của những người nghiện ma túy và hoạt động mại dâm.
Từ năm 2005, thành phố bắt đầu tổ chức Festival Hoa Đà Lạt, một lễ hội với nhiều sự kiện cùng các hoạt động nghệ thuật nhằm giới thiệu các loài hoa địa phương cũng như từ những vùng miền khác. Năm 2007, dù chưa thực sự được tổ chức tốt, Festival Hoa Đà Lạt lần thứ hai đã thu hút khoảng 120 ngàn du khách tới thăm. Festival Hoa Đà Lạt 2010 là sự kiện đầu tiên trong chuỗi bảy sự kiện quốc gia mừng đại lễ 1000 năm Thăng Long – Hà Nội. Trong dịp này, đã có gần 300 ngàn du khách đến với Đà Lạt trong suốt 4 ngày của lễ hội. Năm 2012, Festival Hoa được tổ chức vào dịp nghỉ lễ Tết Dương lịch và đã thu hút hơn 300 ngàn du khách tới tham dự. Trong những năm gần đây, số lượng khách du lịch tới Đà Lạt vẫn tiếp tục tăng. Vào năm 2000, thành phố đón 710 ngàn lượt khách tới thăm, đến năm 2009, con số đã tăng gấp ba với trên 2,1 triệu lượt khách, trong đó khoảng 10% là du khách quốc tế. Mặc dù vậy, thời gian trung bình khách lưu lại Đà Lạt chỉ 2 ngày, trong khi tỷ lệ của Bình Thuận là 3,8 đến 4 ngày. Du lịch Đà Lạt phải đối mặt với sự cạnh tranh mạnh mẽ của Nha Trang và Phan Thiết, hai thành phố du lịch duyên hải không xa Đà Lạt.

## Giao thông

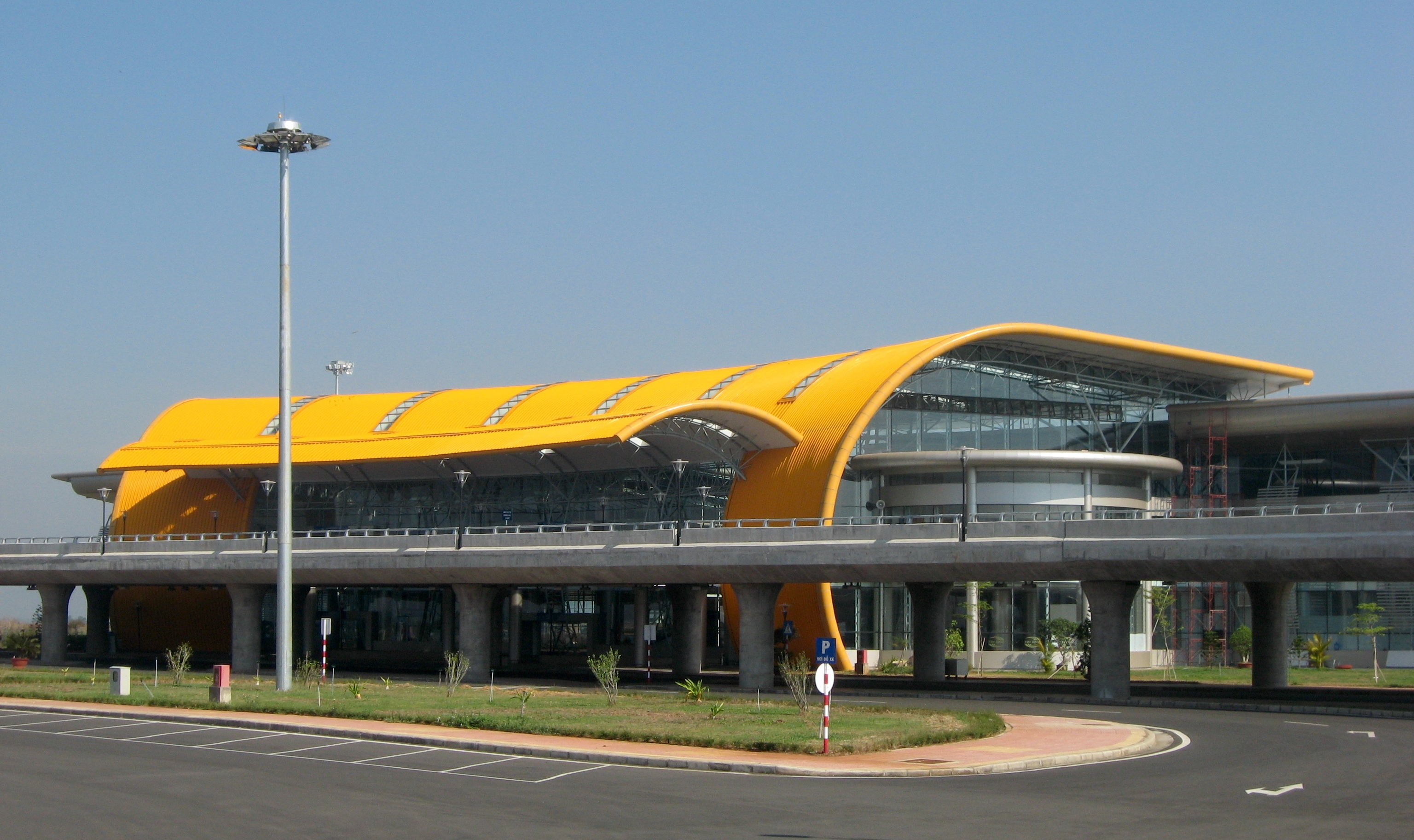
Nhà ga mới của sân bay Liên Khương được khánh thành và đưa vào hoạt động cuối năm 2009.

### Đường bộ
Do đặc điểm địa hình, giao thông Đà Lạt chỉ gồm đường bộ, đường sắt và đường hàng không, nhưng hiện nay chỉ giao thông đường bộ và đường hàng không thực sự hoạt động. Tuyến đường quan trọng nhất nối Đà Lạt với các thành phố khác là quốc lộ 20. Con đường này giao với Quốc lộ 1 tại ngã ba Dầu Giây, tỉnh Đồng Nai, từ đó hướng về Thành phố Hồ Chí Minh và nối với quốc lộ 27 tại D'Ran để về Phan Rang và các tỉnh Nam Trung Bộ. Quốc lộ 20 còn cắt qua Di Linh, từ đây theo quốc lộ 28 về hướng nam sẽ dẫn đến thành phố Phan Thiết. Xuất phát từ Đà Lạt, tuyến quốc lộ 27C (trước kia là đường 723) đi xuyên qua các huyện Lạc Dương của Lâm Đồng và Khánh Vĩnh, Diên Khánh của Khánh Hòa, tới thành phố Nha Trang. Con đường này được hoàn thành vào năm 2007, giúp hành trình giữa hai thành phố du lịch nổi tiếng chỉ còn khoảng 130 km, so với lộ trình cũ Đà Lạt – Phan Rang – Nha Trang dài 228 km. Đà Lạt còn một tuyến tỉnh lộ khác là đường 722 đi Đam Rông, nối thành phố với các vùng tây bắc của tỉnh Lâm Đồng. Đây cũng là điểm cuối của đường cao tốc Dầu Giây – Đà Lạt (phân đoạn Liên Khương – Prenn). Giao thông nội thị, các tuyến xe buýt của thành phố hình thành vào năm 2006, với tuyến đầu tiên nối Đà Lạt với Đức Trọng. Thời điểm 2007, Đà Lạt có ba công ty kinh doanh vận tải xe buýt, gồm Công ty Cổ phần Vận tải Ô tô Lâm Đồng, Công ty Trách nhiệm Hữu hạn Thái Hòa và Công ty Cổ phần Phương Trang, tổng cộng 79 đầu xe, khai thác các tuyến nội thị và từ Đà Lạt đến các huyện lân cận. Thành phố cũng có khoảng 10 công ty tham gia kinh doanh vận tải taxi, trong đó có các hãng lớn như Mai Linh, Phương Trang và Thắng Lợi.
Tên đường phố Đà Lạt trước năm 1975:
- Đại lộ Gia Long nay là đường Trần Quang Diệu.
- Đại lộ Hùng Vương nay là đường Hoàng Văn Thụ.
- Đại lộ Lê Thái Tổ nay là đường Hùng Vương.
- Đại lộ Nguyễn Trường Tộ nay là đường Hồ Tùng Mậu.
- Đại lộ Pasteur nay là đường Lê Hồng Phong.
- Đại lộ Tả Quân Duyệt nay là đường Yên Thế.
- Đại lộ Thống Nhất và Trần Quốc Toản nay là đường Yersin.
- Đại lộ Trịnh Minh Thế nay là đường Khởi Nghĩa Bắc Sơn.
- Đại lộ Yersin nay là đường Trần Phú.
- Đường Nguyễn Hoàng, Nguyễn Siêu, Tôn Thất Thuyết và một phần đường Dankia nay là đường Xô Viết Nghệ Tĩnh.
- Một phần đường Bà Huyện Thanh Quan nay là đường Trần Quốc Toản.
- Đường Cộng Hòa nay là đường Lý Tự Trọng.
- Đường Lương Văn Can, Nguyễn Quyền và Tăng Bạt Hổ nay là đường Tăng Bạt Hổ.
- Một phần đường Mê Linh nay là đường Ngô Văn Sở.
- Đường Nguyễn Tri Phương và Đặng Thái Thân nay là đường 3 tháng 4.
- Đường Tiền Quân Thành nay là hai đường Khe Sanh và Mimosa.
- Đường Võ Tánh nay là đường Bùi Thị Xuân.
- Phố Bá Đa Lộc nay là đường Hà Huy Tập.
- Phố Calmette nay là đường Phạm Ngọc Thạch.
- Phố Cường Để nay là đường Nguyễn Văn Cừ.
- Phố Duy Tân nay là đường 3 tháng 2.
- Phố Hàm Nghi nay là đường Nguyễn Văn Trỗi.
- Phố Minh Mạng nay là đường Trương Công Định.
- Phố Ngô Đình Khôi nay là đường Nguyễn Viết Xuân.
- Phố Phạm Phú Thứ nay là đường Pasteur.
- Phố Phan Thanh Giản nay là đường Lê Thị Hồng Gấm.
- Phố Thành Thái nay là đường Nguyễn Chí Thanh.
- Phố Trạng Trình nay là đường Tương Phố.
- Phố Trương Vĩnh Ký nay là đường Nam Kỳ Khởi Nghĩa.

### Đường hàng không
Giao thông hàng không của Đà Lạt được thực hiện qua sân bay Liên Khương và sân bay Cam Ly. sân bay Liên Khương cách trung tâm thành phố Đà Lạt 28 km về phía nam, nằm cạnh quốc lộ 20, thuộc thị trấn Liên Nghĩa, huyện Đức Trọng. Phi trường này được người Pháp cho xây dựng và đưa vào hoạt động vào năm 1933, khi đó chỉ có một đường băng bằng đất nện cứng dài 700 mét. Trong Chiến tranh thế giới thứ hai, Quân đội Nhật Bản đã nâng cấp sân bay Liên Khương, đường hạ cất cánh được rải cán đá và dùng cho mục đích quân sự. Phi trường còn tiếp tục được xây dựng dưới thời Việt Nam Cộng hòa với nhà ga dân dụng mới và mặt đường băng phủ bê tông nhựa có thể sử dụng cho máy bay dưới 35 tấn. Sau năm 1975, phi trường được Quân đội nhân dân Việt Nam tiếp quản và điều hành, tới năm 1980 chuyển về Tổng công ty Cảng hàng không Miền Nam quản lý. Năm 2003, Tổng công ty Cảng hàng không Miền Nam đã nâng cấp sân bay Liên Khương đạt tiêu chuẩn 4C theo phân cấp của Tổ chức Hàng không Dân dụng Quốc tế. Cuối tháng 12 năm 2009, nhà ga mới của sân bay với diện tích sàn 12.000 mét vuông được khánh thành, bắt đầu khai thác các đường bay quốc tế. Thời điểm 2012, Hãng hàng không Vietnam Airlines khai thác mỗi ngày một chuyến bay khứ hồi Đà Lạt – Hà Nội, bốn chuyến bay khứ hồi Đà Lạt – Thành phố Hồ Chí Minh và một chuyến bay khứ hồi Đà Lạt – Đà Nẵng. Hãng hàng không Air Mekong cũng khai thác mỗi ngày một chuyến bay khứ hồi Đà Lạt – Hà Nội và một chuyến bay khứ hồi Đà Lạt – Thành phố Hồ Chí Minh. Phi trường thứ hai của Đà Lạt là sân bay Cam Ly, thuộc Phường 5, cách trung tâm thành phố 3 km về phía tây. Trước kia, đây là sân bay quân sự của Quân đội Hoa Kỳ và Quân lực Việt Nam Cộng hòa. Sau năm 1975, sân bay Cam Ly thuộc Học viện Lục quân, rồi chuyển giao cho Tổng công ty Cảng hàng không Miền Nam. Do hoạt động không hiệu quả, sân bay này bị bỏ hoang nhiều năm và tới cuối 2010, được giao lại cho Bộ Quốc phòng quản lý.

### Đường sắt
Tuyến đường sắt Tháp Chàm – Đà Lạt được xây dựng từ năm 1903 đến năm 1928, tới năm 1932 bắt đầu khai thác vận tải toàn tuyến. So với các tuyến đường sắt khác ở Việt Nam, tuyến Tháp Chàm – Đà Lạt độc đáo nhờ sử dụng hệ thống đường sắt răng cưa, gồm ba đoạn từ Sông Pha lên tới Đà Lạt, tổng cộng gần 16 km. Điểm cuối của tuyến đường sắt này là nhà ga Đà Lạt, xây dựng từ năm 1932 đến năm 1938, một công trình kiến trúc độc đáo do hai kiến trúc sư người Pháp Révéron và Moncet thiết kế. Đường sắt Tháp Chàm – Đà Lạt được sử dụng tới năm 1972, khi chiến tranh Việt Nam trở nên khốc liệt, tuyến đường buộc phải ngừng hoạt động. Từ năm 1991, thành phố Đà Lạt cho khôi phục 7 km đường sắt từ Đà Lạt tới Trại Mát, kết hợp cùng nhà ga Đà Lạt để phục vụ du lịch. Nơi đây ngày nay trở thành một trong những điểm hấp dẫn du khách của thành phố. Mặc dù không còn kết nối trực tiếp với hệ thống đường sắt Việt Nam, nhà ga vẫn bán vé tàu cho hành khách và có xe trung chuyển từ ga Đà Lạt đến ga Nha Trang và ga Tháp Chàm.